# Kazuyo Sejima
Kazuyo Sejima (妹島 和世 Sejima Kazuyo?) (29 de octubre de 1956, Mito, Ibaraki, Japón), es una arquitecta contemporánea japonesa y docente, ganadora de más de 15 premios y reconocimientos, entre los que destaca el Premio Pritzker de 2010, que compartió con su asociado de SANAA, el arquitecto Ryue Nishizawa; cabe destacar que fue la 2ª mujer en recibir tal distinción. En 2018 fue nombrada como jurado de este premio, conocido internacionalmente como el más alto honor de la arquitectura. Dirigió, en 2010, la Bienal de Arquitectura de Venecia, siendo la primera mujer en dirigirla desde su creación en 1980.

## Biografía
En 1979 se gradúa como arquitecta en la Universidad de Mujeres de Japón, y en 1981 obtiene el grado de maestría en arquitectura en la misma institución. En este mismo año, entró a trabajar en el estudio de Toyō Itō hasta 1987 cuando funda su propio estudio, llamado Kazuyo Sejima and Associates. La reputación de su despacho fue creciendo hasta que Sejima gana el premio como Arquitecta del año en 1992, del Instituto Japonés de Arquitectos. Uno de sus primeros colaboradores fue el entonces estudiante Ryue Nishizawa, con quien funda en 1995, el estudio de arquitectura SANAA (Sejima + Nishizawa and Associates) con base en la ciudad de Tokio.
En 2010 fue directora general de la 12.ª Bienal Internacional de Arquitectura de Venecia y convocó, junto con su asociado, con el lema People Meet in Architecture.  Hasta el 2019 seguía siendo miembro de la Junta Directiva del Museo Nacional de Arte de Japón, del Comité Nacional de Japón para la UNESCO, del Panel Asesor de Expertos de Japan House, y miembro asesor del Magistrado de la Agencia de Asuntos Culturales de Japón.

## Trayectoria docente

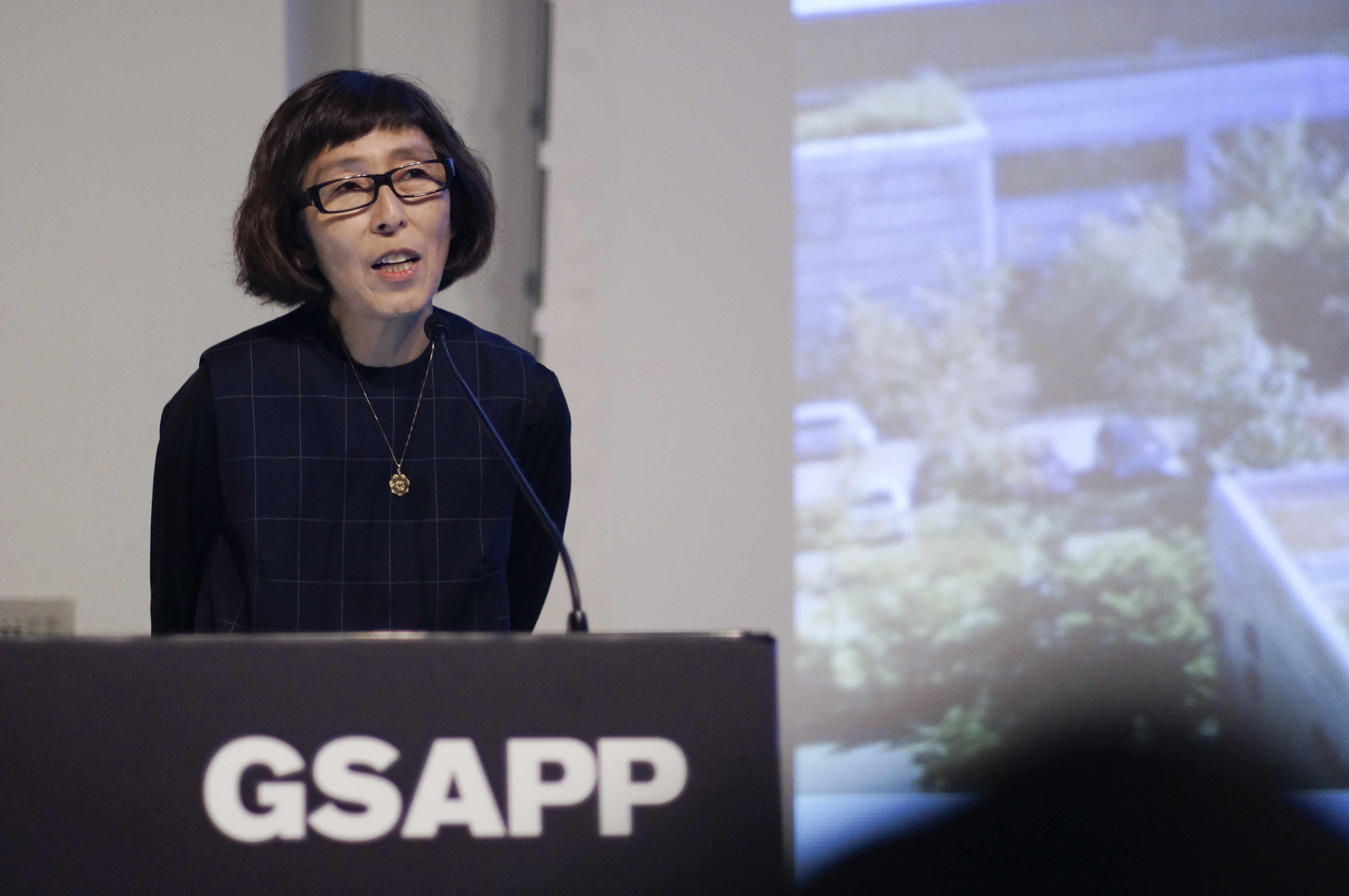
Kazuyo Sejima en el Canopy Gathering Space.

Kazuyo Sejima ha sido profesora en varias escuelas de arquitectura:
- Profesora en la Universidad de Keiō, Tokio, Japón 2001.
- Profesora visitante en la Escuela Politécnica Federal de Lausana, Suiza. 2006.
- Profesora visitante en la Universidad de Princeton, EE. UU. 2005-2008.

Es profesora en la Universidad Politécnica de Milán, en la Universidad de Artes Aplicadas de Viena, en la Escuela de Posgrado de Arquitectura de Yokohama Y-GSA y profesora invitada en la Universidad de Mujeres de Japón.

## Vinculación con la arquitectura diagramática

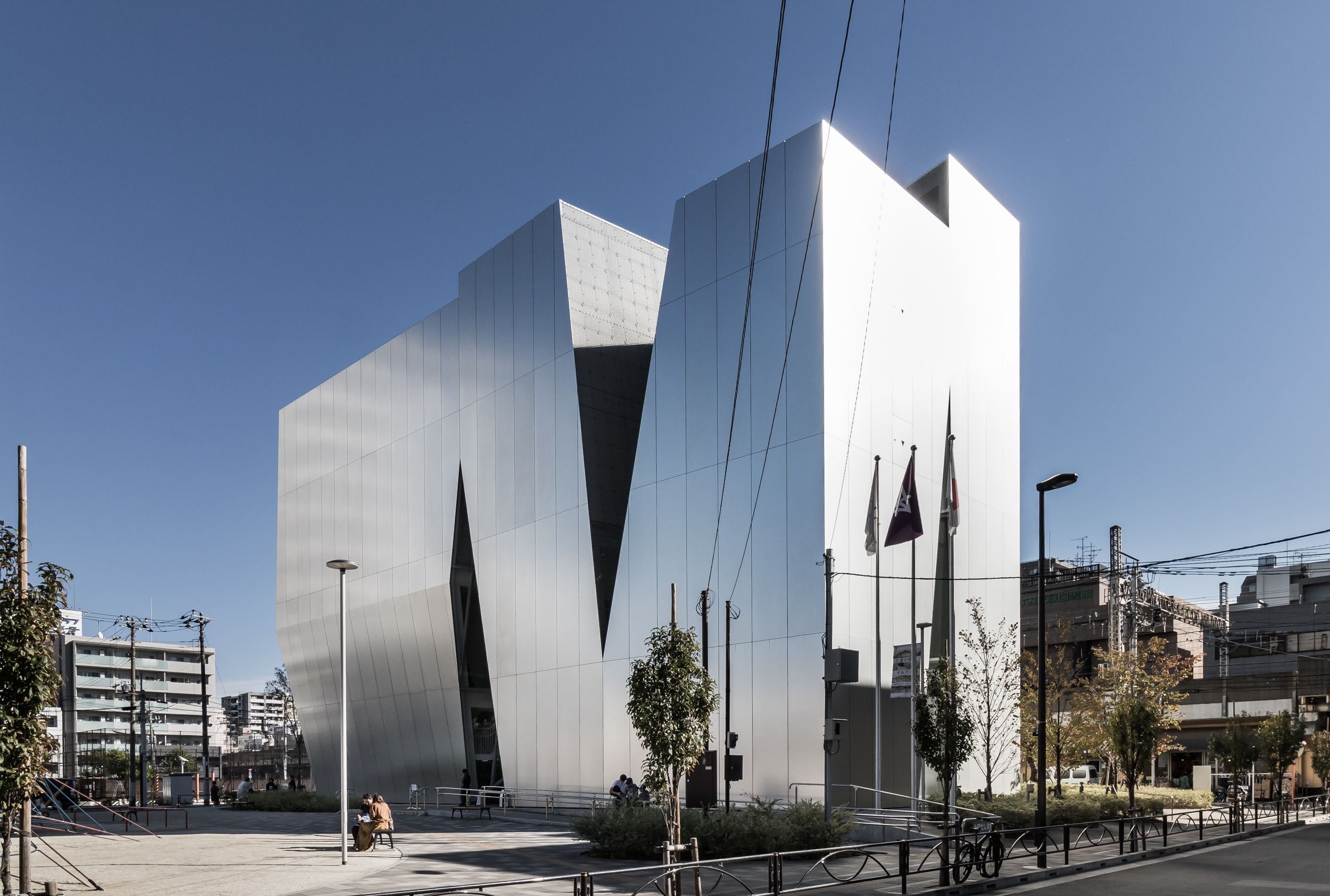
Perspectiva del museo Hokusai.

En los años noventa, los diagramas adquirieron protagonismo en la obra de arquitectos como Rem Koolhaas, Kazuyo Sejima, MVRDV y Ben van Berkel. Todos ellos propusieron maneras diferentes de usar los diagramas, pero todos estaban apelando a las mismas promesas: liberar la arquitectura de sus limitaciones de representación y presentar nuevas formas de mediación entre lo virtual y lo real.
Esta generación de arquitectos no fue la primera en trabajar con diagramas; se podría argumentar que el diagrama es tan antiguo como la arquitectura misma, pero no se le da una importancia teórica hasta que Toyo Ito se refiere a la arquitectura de Kazuyo Sejima como arquitectura diagramática, en 1991, creando un nuevo concepto en la teoría de la arquitectura.

### Aportaciones iniciales de Toyo Ito

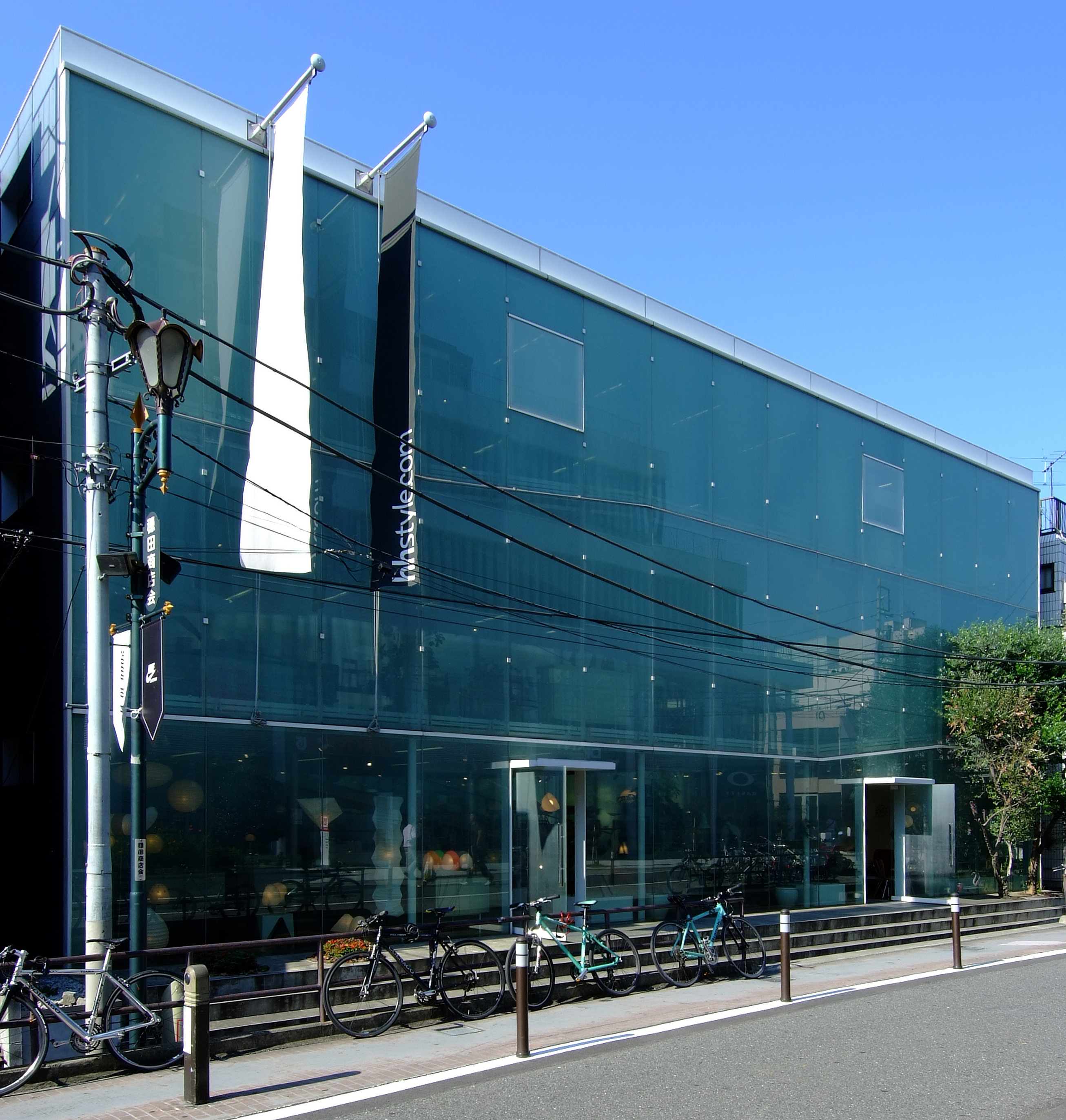
Tienda HHStyle.com, Tokyio, Japón.

La figura clave para Kazuyo Sejima fue Toyo Ito, con quien trabajó sus primeros años como arquitecta. Las ideas claves de Toyo Ito partían de la reflexión sobre la era de las imágenes y el mundo caótico en el que vivimos, las cuales son:
- la desaparición del muro para juntar el mundo interior y el exterior - “blurring architecture”[8]
- la arquitectura flexible y cambiante[9]
- el edificio polifuncional[10]
- la asimilación de la arquitectura con el jardín[11]
- los “morfemas”[12]

Cómo Kazuyo Sejima aplica estas ideas claves en su arquitectura: Toyo Ito menciona en sus escritos que “hace falta producir una corriente de aire entre el espacio real y el ficticio." Para crear esta arquitectura, "haría falta describir algún otro sistema que supere el orden y racionalidad arquitectónicos del clasicismo.“ Kazuyo Sejima, adopta esta posición también para definir una horizontalidad que deja fluir los espacios, como ya lo hacía la cultura japonesa tradicional.
Esta arquitectura, "Blurring Architecture“, cuyos límites son oscilantes y sinuosos intenta difuminar o hacer desaparecer el límite entre interior y exterior. Este interior-exterior ya no es solo físico, sino también metafísico. Esta, interiormente, es flexible y cambiante según las necesidades de los usuarios. Aparece en los dos autores una arquitectura en constante metamorfosis. Esta defiende el edificio polifuncional como reflejo de la sociedad moderna donde la información fluye con rapidez, y para conseguir hacer un espacio donde no haya un límite exacto diseñado para una función concreta, sino que sea la sociedad la que le de forma.

Toyo Ito busca una arquitectura que se asimilé a jardín por su fluidez y carácter fenomenológico como el espacio urbano. "Arquitectura donde la gente va uniendo los espacios fenomenológicos que van sucediendo en cada una de las escenas, surgiendo al final la imagen total como un continuo..." El último de los conceptos principales de Toyo Ito es el “morfema”. Es el elemento arquitectónico que configura el perímetro de un halo de luz. Este recurso arquitectónico se repite en la mayoría de las obras de Kazuyo Sejima.

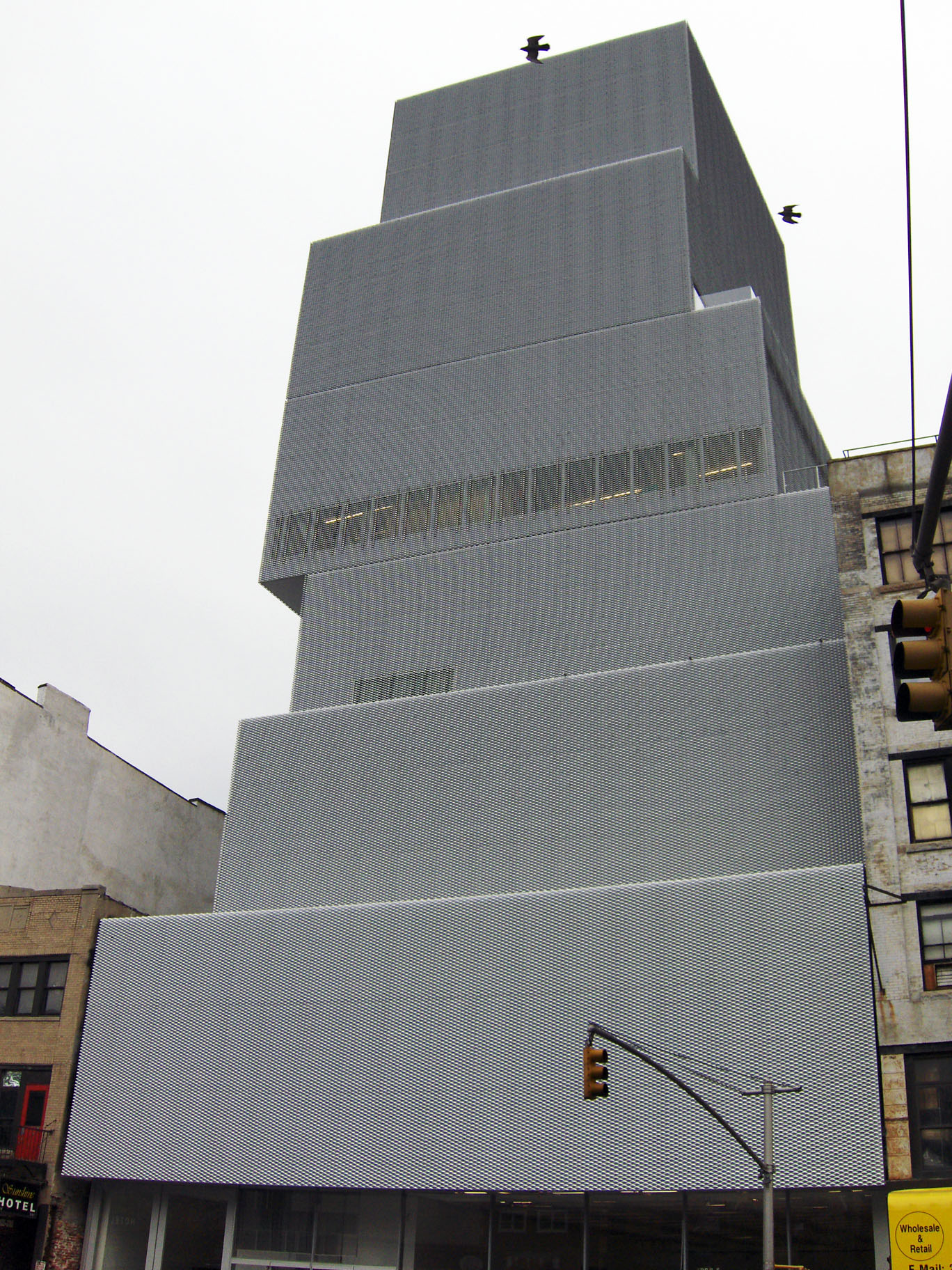
Nuevo Museo de Arte Contemporáneo, Nueva York.

### Desvinculación con Toyo Ito
Kazuyo Sejima fue fiel a los principios de Toyo Ito hasta que rompió con su arquitectura a causa del proyecto de “Las viviendas de Pao” de 1985. Kazuyo Sejima dijo en una entrevista: “Trabajé durante varios años en el estudio de Toyo Ito. Como miembro de su equipo estaba convencida de que la mayoría de sus diseños eran de buena calidad. Sin embargo, empecé a sentirme incómoda cuando presentó su proyecto para Pao, una especie de espacio provisional hecho en tela. Recuerdo que me preguntaba por qué estaría intentando envolver y atar su diseño en tela. Me pareció el reflejo de viejos conceptos arquitectónicos que de algún modo Ito estaba intentando perpetuar.”
Después de dicha rotura en 1985, Sejima se encuentra con la arquitectura que apuesta por la horizontalidad, la desaparición del muro, los morfemas, el jardín y la plurifuncionalidad, produciendo una arquitectura difícil de distribuir y organizar por su propia naturaleza. Frente a esta complejidad recurre a los diagramas como herramienta de proyecto. No es hasta el 1991, que Toyo Ito constata que Sejima está haciendo una arquitectura diagramática.
Mientras para Toyo Ito los diagramas sirven para introducir medios de climatización, flujos de salud y estímulos sensoriales orgánicos, para Kazuyo Sejima los diagramas sirven para relacionar los espacios con las actividades.

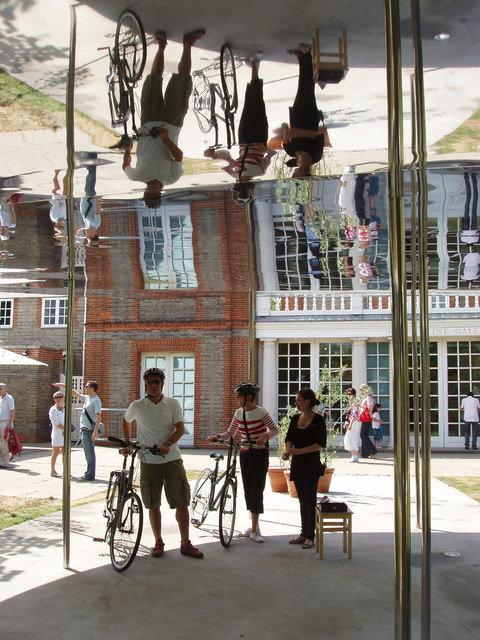
Pabellón de la Serpentine Gallery, 2009.

### Aplicación del diagrama en la arquitectura de Kazuyo Sejima
Con su obra, Sejima funda una nueva arquitectura, radicalmente moderna y abstracta, puro presente y percepción de los sentidos, rompiendo con cualquier continuidad histórica.
“Los conceptos invariantes no tienen validez en una sociedad que cambia de manera tan rápida. Aquello a lo que aspiro es a prescindir de estereotipos pasados de moda que definen lo que es una vivienda precisamente para poder empezar de nuevo. Encuentro que ese tipo de supuestos son bastante arbitrarios, y no están basados en la realidad.”
“El hecho de ser tan joven hace pensar a cierta gente que me he liberado del pasado. Sin embargo también tengo en cuenta la historia y la tradición. La diferencia está en que yo no las acepto en bloque sino que trato de replantearme los supuestos que con frecuencia se han dado por sentados”. 
“La historia, la tradición y la sociedad no deberían ser entendidas como algo definitivo y no deberían ser aceptadas ciegamente”.
Aspiración minimalista: ”Un espacio homogéneo al que se le han asignado diversas funciones”. “…Algo que no solo se pueda recorrer, sino un lugar con mucha fuerza y sustancia”.
Existe la voluntad de refundar la arquitectura a partir de una fidelidad matemática al programa. Las viviendas Gifu (SANNA) son un claro ejemplo de la coincidencia entre diagrama y espacio, planteando las viviendas a través de células o módulos individuales. La arquitectura de Kazuyo Sejima es modular y diagramática, no propone una forma definida, sino una modulación.

#### Primera obra diagramática de Kazuyo Sejima
La idea del diagrama espacial igualándose a la arquitectura no se le ocurre desde el principio. Durante el proceso de diseño del Dormitorio de Mujeres Saishunkan (terminado 1991) descubre su propio estilo personal. Es la oportunidad de plasmar de forma simbólica nuestra sociedad moderna. Un diagrama de la sociedad del futuro. Consigue representar de forma esquemática, la forma de vida moderna (la de la sociedad del futuro).

### Proceso proyectual de Kazuyo Sejima

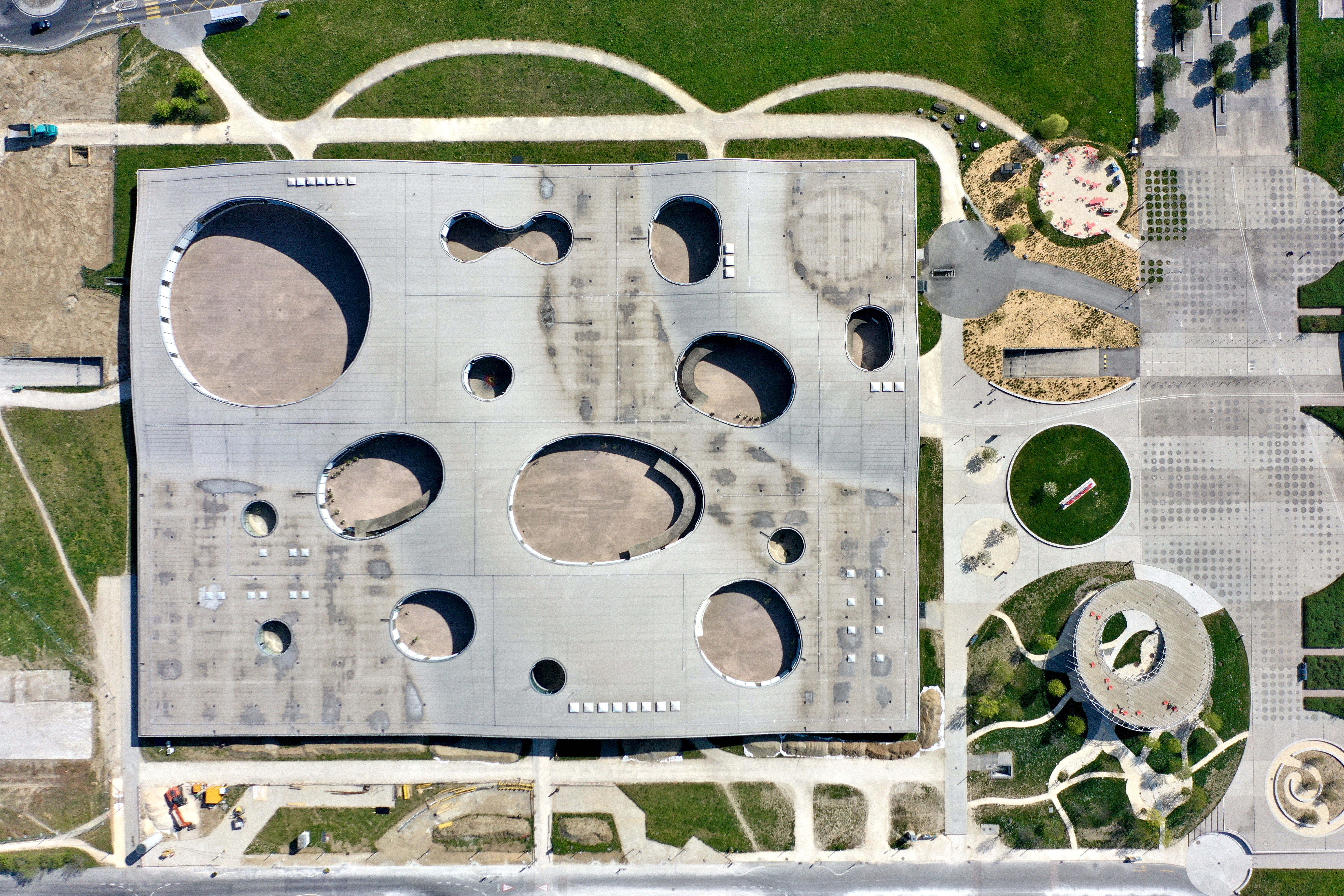
Planta del Rolex Learning Center.

“Un edificio es en el fondo el equivalente al diagrama del espacio que se usa para describir de forma abstracta las actividades cotidianas que se presuponen en el edificio”.
La conversión de un edificio concreto en un diagrama es un complicado proceso ya que la multiplicidad de condiciones del programa deben ser leídas en términos espaciales. Parte del programa que se convierte en organigrama y este en un diagrama que se mantiene como base esencial del proyecto.
- El proyecto produce el cambio a las tres dimensiones. Es un cambio que depende de la propia expresión individual y por tanto, la visión personal introduce distorsiones importantes en el diagrama establecido.
- Se trata de un proceso proyectual breve que ordena las condiciones funcionales que ha de llevar el edificio en un diagrama último del espacio, e inmediatamente convierte este esquema en realidad. El proceso proyectual es prácticamente inexistente en su trabajo.
- Defiende que una arquitectura definida y precisa en su estructura funcional diagramática tendrá más capacidad de ser adaptable y transformable.

“Diseñar es un proceso continuo de descubrimientos. Escojo una serie de elementos diversos y los organizó según los deseos del cliente, las condiciones del terreno y las ¬ideas que yo misma pueda tener. Junto estos elementos en un sistema e intento avanzar hasta la fase de diseño.”

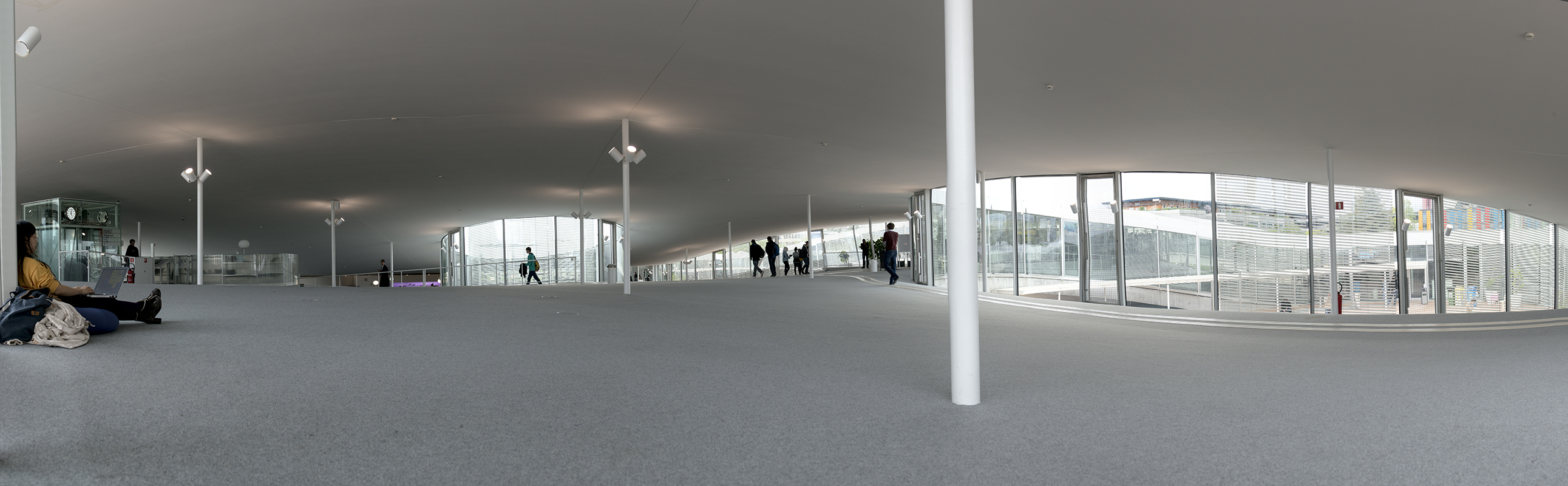
Interiores del Rolex learning center

“Tengo en consideración el modo en el que la gente pueda usar el edificio una vez haya sido terminado. Obviamente la gente puede moverse de forma diferente dentro de un espacio arquitectónico dado. Yo procuro tener en cuenta toda la variedad de formas que generarán estos movimientos.”

## Algunos proyectos

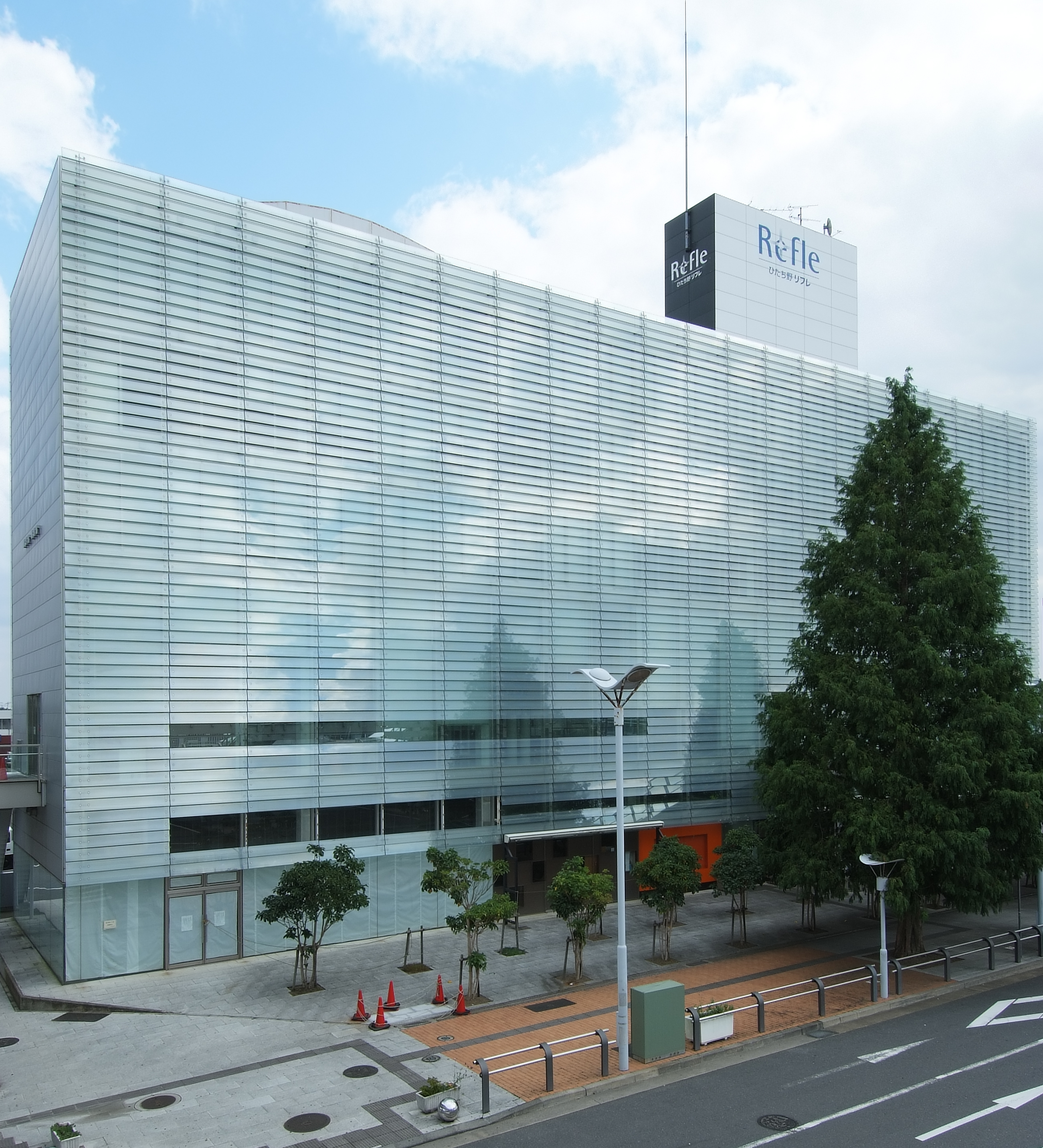
Edificio U, Hitachino Rifle, en Ushiku Ibaraki Japón, Kazuyo Sejima, 1996-1998.

- Plataforma I de casa de vacación, Chiba, Japón (1987-1988)
- Residencia de Mujeres Saishunkan Seiyaku, Kumamoto, Japón (1990-1991)
- Fachada de la estación de policía de la estación de Chofu, Tokio, Japón (1993 to 1994)
- Edificio de Apartamentos Gifu Kitagata, Motosu, Japón (1994-1998)
- Edificio-U oficinas, Ushiku, Japón (1996-1998)
- Parque Café Koga, Ibaraki, Japón (1998)
- Teatro de Kunstlinie, Almere, Países Bajos (1998-2007)[14][15]
- O-Museum, Iida, Nagano, Japón (1999)
- Casa Pequeña, Tokio, Japón (1999-2000)Vestíbulo del Louvre Lens.

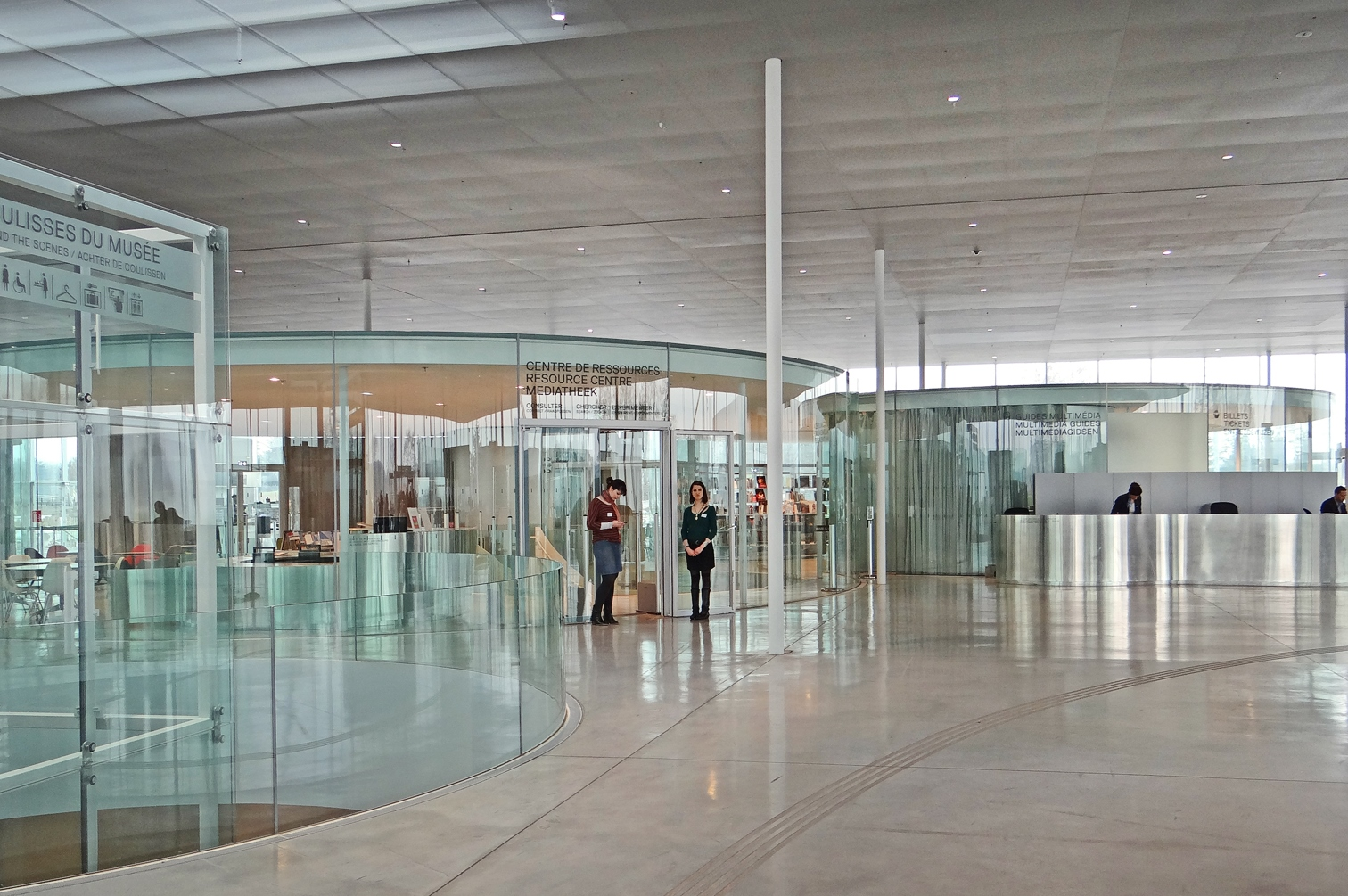
Vestíbulo del Louvre Lens.

- Tienda HHStyle.com, Tokio, Japón (1999-2000)
- Pabellón de vidrio del Museo de Arte de Toledo, Ohio, Estados Unidos (2001-2006)
- Edificio de Christian Dior, Omotesando, Tokio, Japón (2003)
- Casa en un Huerto de Ciruelos, Tokio, Japón (2003)
- Edificio Asahi Shimbun Yamagata, Yamagata, Japón (2003)
- Complejo Multiuso “Public Hall” en Onishi, Onishi, Japón (2003-2005)
- Residencia de Estudiantes Kozankaku, Ibaraki, Japón (2004)[16]
- Museo de Arte Contemporáneo del siglo XXI en Kanazawa, Japón (2004)
- Proyecto Jardines Yu-xi, Taipéi, Taiwán (2005)
- Museo Hokusai en verano.Casa Moriyama, Tokio, Japón (2005)

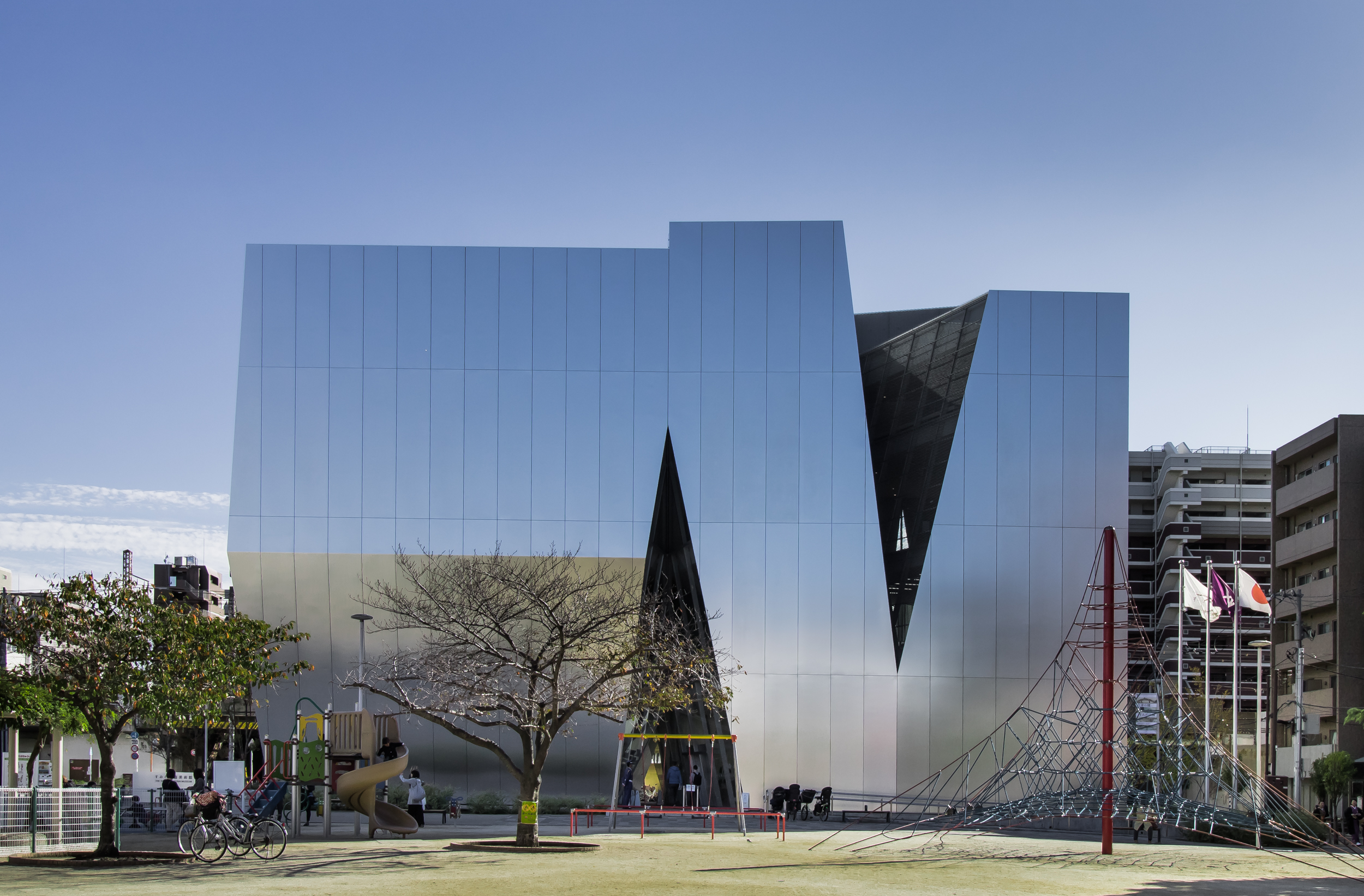
Museo Hokusai en verano.

- Clínica Dental, Tsuyama, Japón (2005-2006)
- Viviendas Seijo, Tokio, Japón (2005-2007)
- Escuela de administración y diseño Zollverein, Essen, Germany (2006)
- Edificio Toyota Center, Aizuma, Toyota, Japón (2006)[17]
- Apartamentos Okurayama, Yokohama, Japón (2006-2008)
- New Art Museum, Nueva York (2007)[18]
- Edificio de oficinas en Shibaura, Tokio, Japón (2008-2011)[19]
- Pabellón de la Serpentine Gallery, Londres, Reino Unido (2009)
- Centro de Aprendizaje Rolex, Lausanne, Suiza (2010)
- Centro comunitario y biblioteca Nakamachi Terrace, Kodaira Japón (2010-2014)[20]
- Louvre Lens, Francia (2012)[21]
- Pabellón fabril, Vitra Campus, Weil am Rhein, Alemania (2012-2013)[22]
- Centro comunitario Grace Farms, Connecticut, Estados Unidos (2015)[23][24]
- Museo Sumida Hokusai, Tokio, Japón (2016)[25]
- Puerto de Naoshima, Okayama, Japón (2016)
- Departamentos en la Av. Maréchal Fayolle, París, Francia (2018)
- Edificio del ayuntamiento de Hitachi, Ibaraki, Japón (2019)
- Biblioteca de la Universidad de Mujeres de Japón Campus Mejiro, Tokio, Japón (2019)

En 2016, el marco del centenarios de la compañía privada de trenes Seibu Railway Co, Sejima diseñó una edición especial del tren expreso japonés denominado "Laview". En un comunicado de prensa emitido por la empresa, la arquitecta declaró:
"El tren viaja por una variedad de paisajes diferentes desde las montañas de Chichibu hasta el centro de Tokio y pensé que sería bueno si el tren pudiera coexistir gentilmente con esta variedad de ambientes. También me gustaría que fuera un transporte en el que grandes grupos de personas pudieran relajarse gracias a su comodidad, como la sala de su casa, para que dijeran 'espero con ansias volverme a subir a este tren".

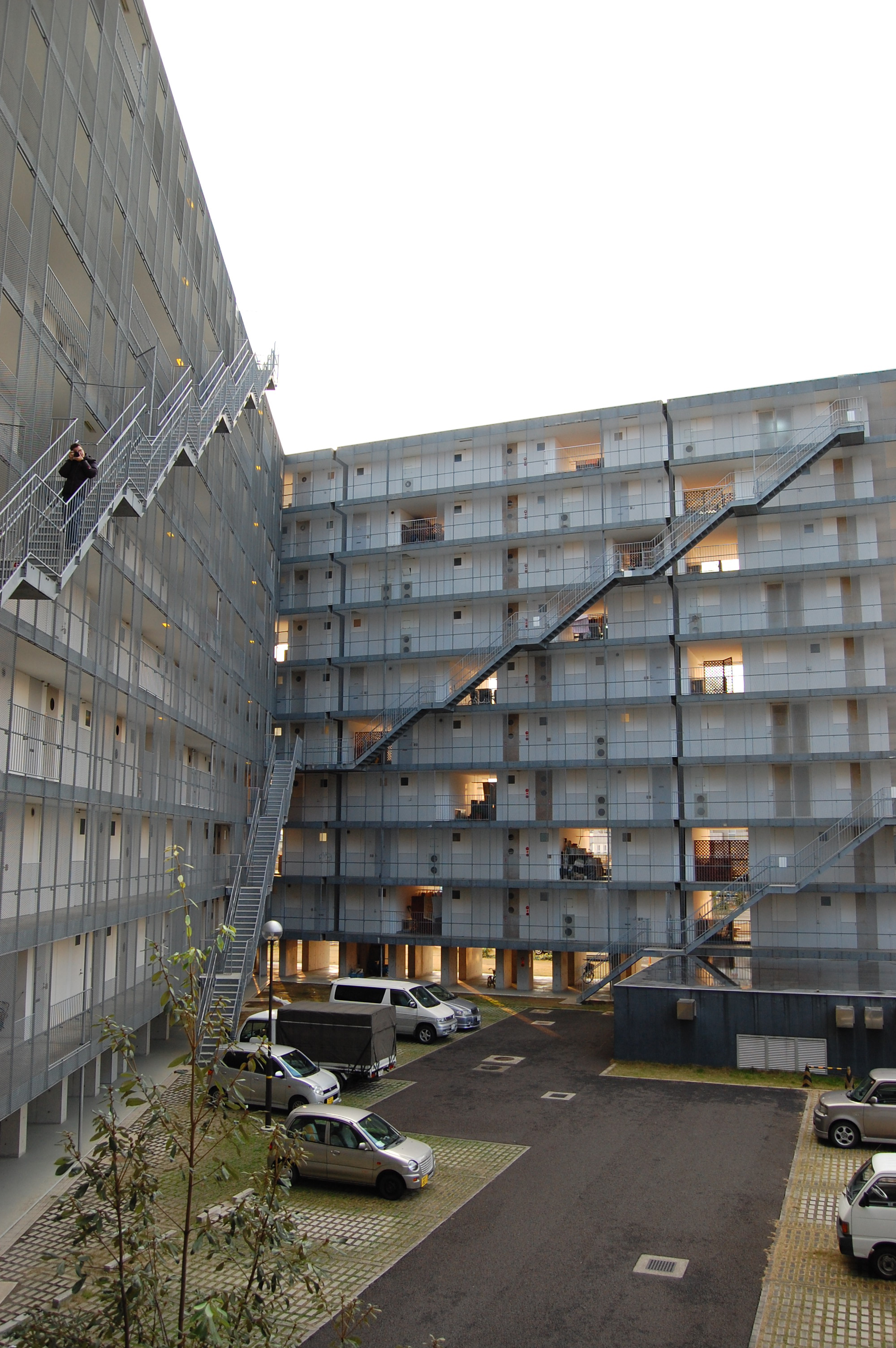
Conjunto residencial Gifu Kitagata.

### Edificio de Apartamentos Gifu Kitagata, Motosu, Japón (1994-1998)
- Esta obra que forma parte de un proyecto de vivienda social se adapta a la parcela creando una forma que consigue generar mayor número de viviendas que una pieza longitudinal, dejando espacios libres en su interior.
- Para un tiempo de incertidumbre, Sejima considera, paradójicamente, que una arquitectura que sea definida y precisa en su estructura funcional diagramática tendrá más capacidad de ser adaptable y transformable.
- Como toda arquitectura urbana de Kazuyo Sejima el volumen es simple y ortogonal, muy estrecho y su fachada va variando con sucesivos huecos.
- No propone una forma definida como resultado, sino una modulación formada por la suma de pequeñas células individuales también llamadas “pixeles”. La mayor parte dúplex, que se van combinando de forma libre en sección, con el objetivo de amoldarse a los hábitos residenciales japoneses; fiel a sus principios, los diagramas sirven para relacionar los espacios con las actividades.
- Cada célula de vivienda consta de varios módulos de 3m x 4m, que pueden servir de habitación, cocina-comedor y terraza respectivamente. La vivienda mínima dispone de estos tres módulos y para las demás se van agregando más módulos de habitación dependiendo del tamaño de la vivienda. En la vivienda, todas las habitaciones dan a un corredor privado, el cual proporciona toda la luz, y por el cual se conectan. Las terrazas dan a un corredor común siendo la unión con lo público.
- Debido a la estrecha crujía y a la continuidad de los módulos casi cuadrados, las comunicaciones, no se realizan entre las viviendas, se realizan a través de unas escaleras exteriores comunitarias por el lado público que le dan dinamismo a la fachada posterior y van llegando a los corredores públicos dando acceso a todas y cada una de las viviendas. Los dúplex disponen de una escalera privada en la franja de la fachada principal.
- La fachada es un reflejo de la propia composición de módulos, quedando como huecos las terrazas de cada vivienda.
- En planta la composición es simple y flexible, dos corredores, uno público y uno privado con los módulos de vivienda entre ellos.
- La estandarización de los módulos habitacionales facilita la construcción de la obra a través de un sistema prefabricado.
- Este proyecto, utiliza el módulo como unidad habitacional, compositiva y constructiva y así consigue múltiples variaciones en una fachada aparentemente continua y un bajo costo para la vivienda social.

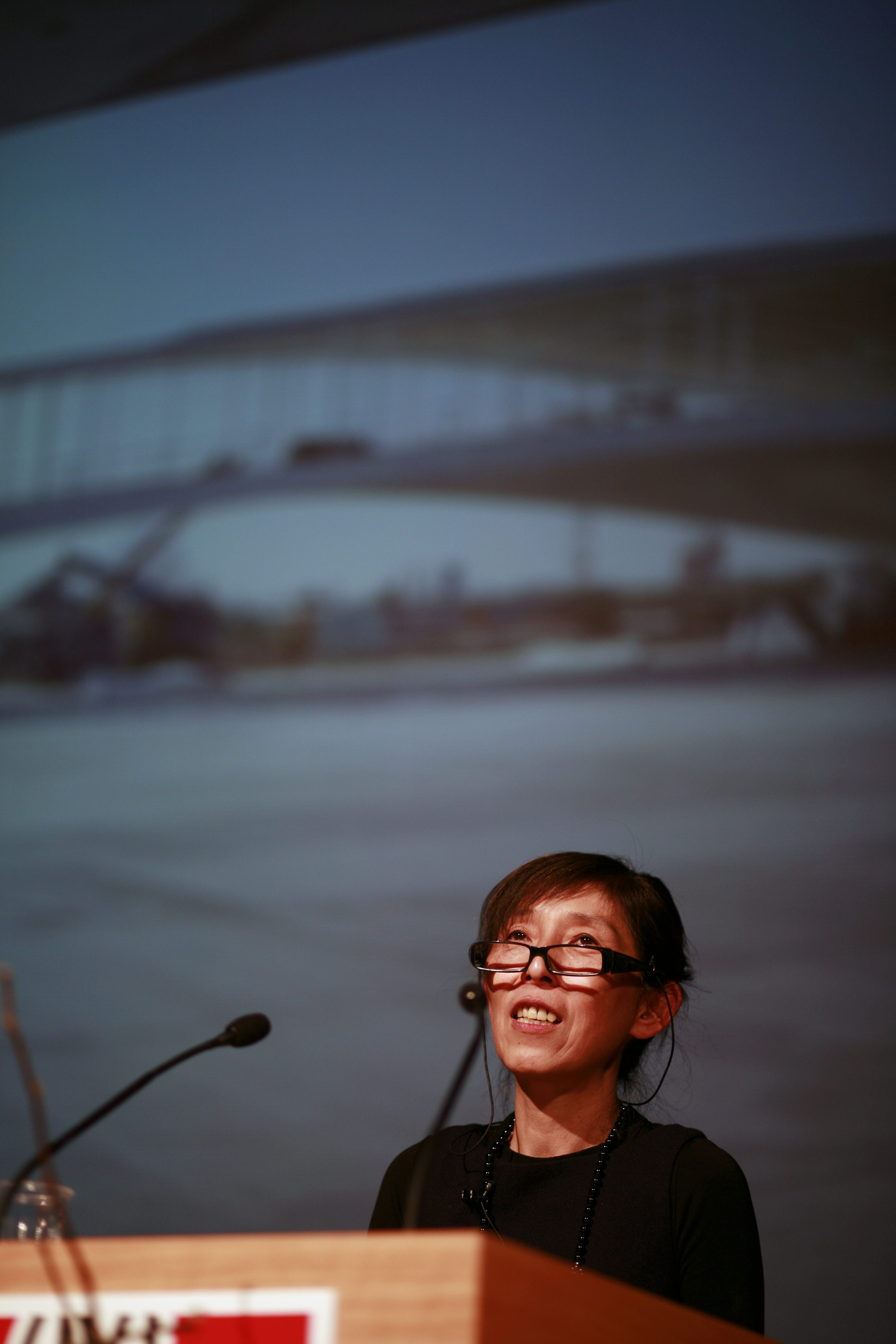
Kazuyo Sejima.

- Kazuyo Sejima.Su obra parte del programa, se convierte en organigrama y éste en un diagrama que se mantiene como base esencial del proyecto. En toda su obra existe esta voluntad de refundar la arquitectura a partir de una fidelidad matemática al programa, relacionando los espacios con sus actividades.

### Complejo Multiuso “Public Hall” en Onishi, Onishi, Japón (2003-2005)
- El complejo multiusos Onishi Town Hall de Kazuyo Sejima (SANAA) en Japón (2005) es una arquitectura característica de la cultura japonesa, en la que el diagrama se insinúa ya de forma más sutil.
- En este proyecto SANAA explora la sociedad contemporánea japonesa como a un contexto para la arquitectura, considerando su particular perspectiva del espacio tanto privado como público.

“Onishi es una pequeña ciudad con una población de menos de mil habitantes, en su mayoría personas mayores. En un lugar como éste, no quería construir un edificio que fuera mayor que un edificio de viviendas y que la gente lo viera vacío y sin uso la mayor parte del tiempo. Pensé en cual podría ser la manera de que un gran edificio pudiera ser atractivo para la gente y que fuera casi tangible, incluso cuando no estuviera en uso. Así que dividí el edificio en 3 componentes, de forma que la circulación entre medias fuera la continuación de los caminos alrededor del edificio.”
- Este complejo está formado por tres cuerpos de la misma altura y transparencia que se extienden al paisaje inmediato, multiplicando el juego de perspectivas exteriores e interiores.
- Las formas curvas y transparentes de estos tres pabellones, se organizan para definir un conjunto de espacios equivalentes pero diferenciados en forma y tamaño, como tres gotas de agua. El programa consiste en diversos equipamientos de carácter cívico: un centro administrativo, un polideportivo y un auditorio.
- El pabellón deportivo, de una envergadura de 19m y una altura libre de 8m, esta revevestido por la madera local llamada ”Onishi-Sugi”, un requisito del cliente. Con el fin de abarcar la distancia de 19m se introdujo un sistema de viga de madera laminada reforzada. Se realizaron varias pruebas en el laboratorio para confirmar su fuerza y comportamientos.
- La composición y cercanía de las tres piezas permite que se establezca un recorrido de calles interiores o patios longitudinales, con los que se resuelven las conexiones entre los pabellones, una coincidencia entre diagrama y espacio.

## Premios y reconocimientos

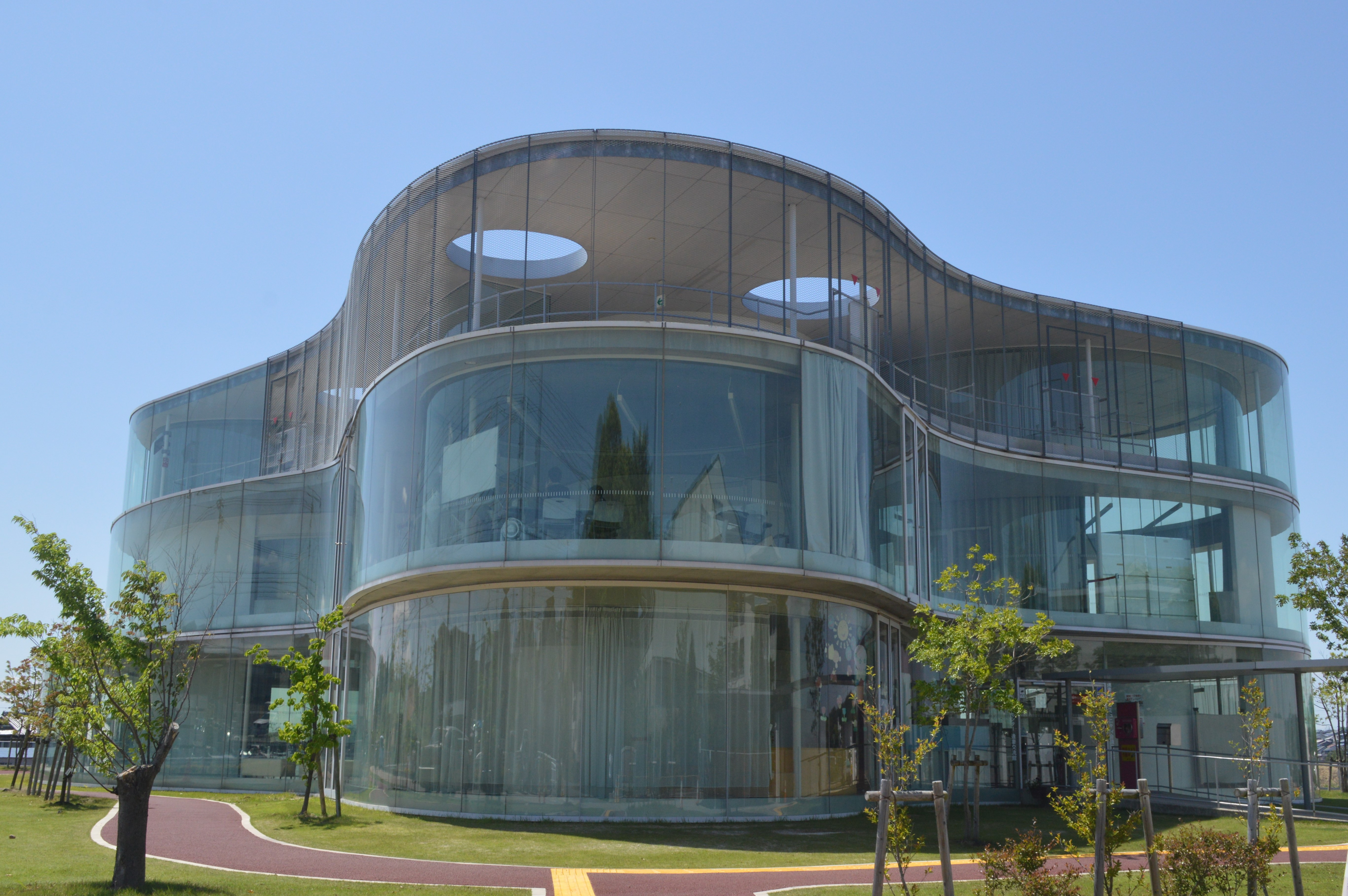
Toyota Aizuma Center,

1988 - Premio Kazuma, revista SD 1988 (Platform I & II).
1989 - Premio Especial de Arquitectura Residencial de la Asociación de Arquitectos de Tokio (Platform I)
1989 - Premio Yoshizaka, Japan Architect (Platform I).
1990 - Mención de Honor, Concurso La Maison de la Culture de Japón, París.
1990 - 2.º Premio revista SD 1990 (Residencia Femenina Saishunkan Seiyaku).
1991 - 2.º Premio Concurso para el Diseño del Nasunogahara Harmony Hall.

1992 - Arquitecto Joven del Año, Instituto de Arquitectos de Japón (Residencia Femenina Saishunkan Seiyaku).

Festival de luz "Glück Auf 2010", proyección sobre el Zollverein School of Management and Design.

1992 - 2.º Premio, Premio '92 al Diseño de Espacios Comerciales (Tienda de Deportes Castelbajac).
1994 - 1.er Premio, Premio '94 al Diseño de Espacios Comerciales (Pachinko Parlor I & II).
1994 - Premio Obra de Arquitectura del año '94 (Villa en el Bosque).
1995 - Seleccionada para el concurso de la Terminal Internacional de Yokohama.
1995 - 1.er Premio Kenneth F. Brown a la Cultura y Arquitectura del Pacífico Asiático, Universidad de Hawái (Residencia Femenina Saishunkan Seiyaku).
1996 - 2.º Premio Concurso para el Diseño de la Estación de Bomberos Nishi en Hiroshima.
1996 - 2.º Premio Concurso para el Diseño del Forum Nagaoka Bunnka Souzou.
2000 - Premio de arquitectura Erich Schelling, Karlsruhe, Alemania.
2010 - Premio Pritzker de Arquitectura.
2016 - Doctorado honoris causa por la Universidad de Oxford.
2019 - Doctorado honoris causa por la Universidad de Málaga.

## Obras Publicadas
- Kazuyo Sejima en Gifu, 2001 Actar Editorial, ISBN 978-84-89698-99-4
- SANAA Houses, 2007 Actar Editorial, ISBN 978-84-96540-76-7

## Galería de obras

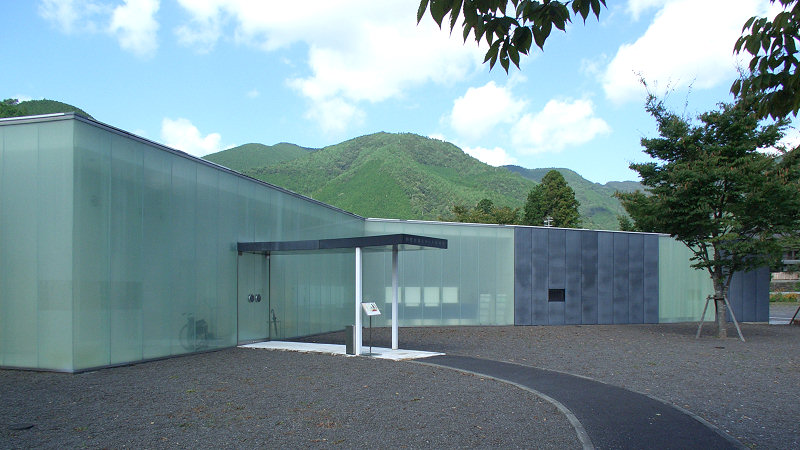
Nakahechi artsalon exterior.
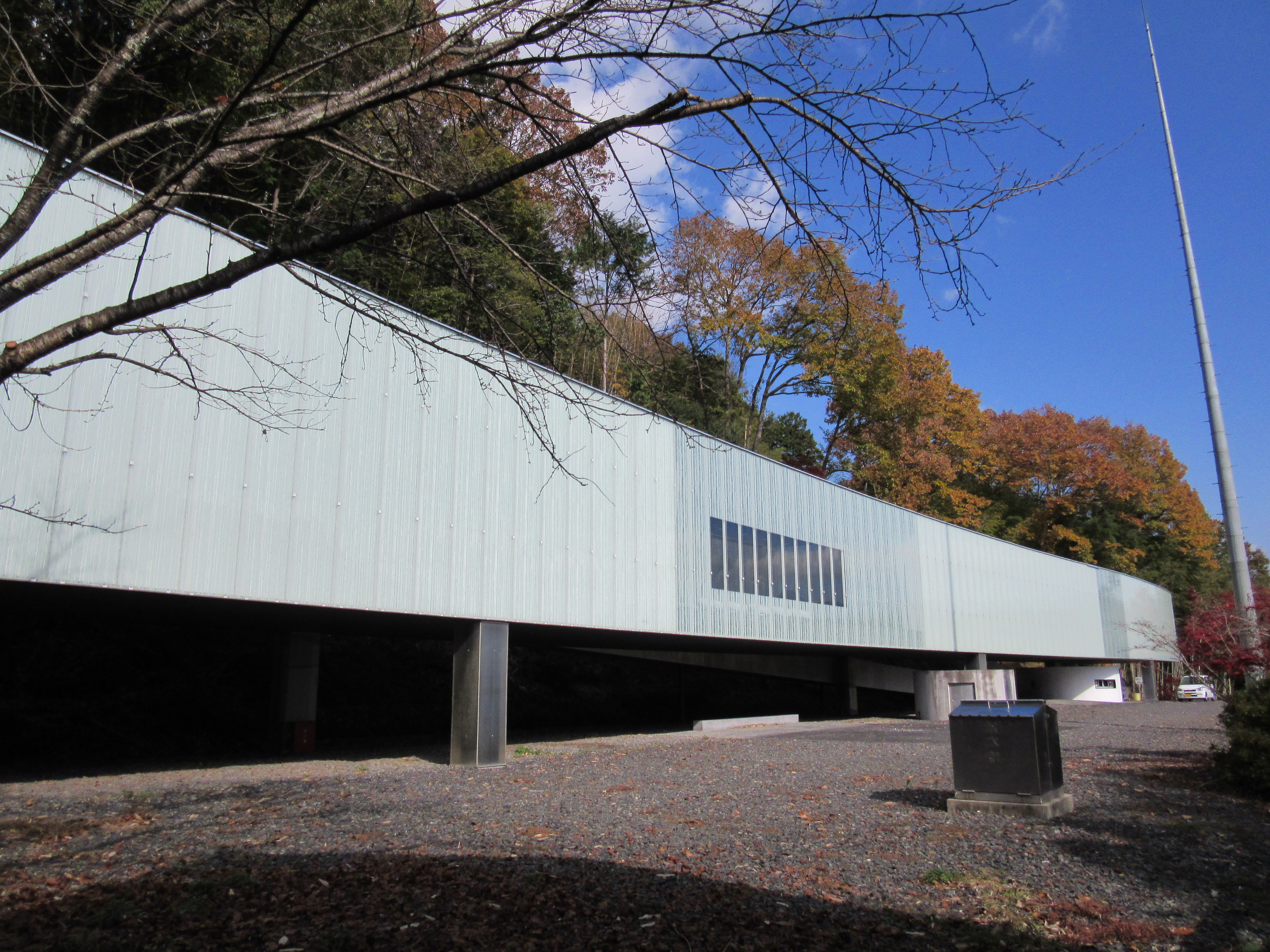
Ogasawara Klan Museum.
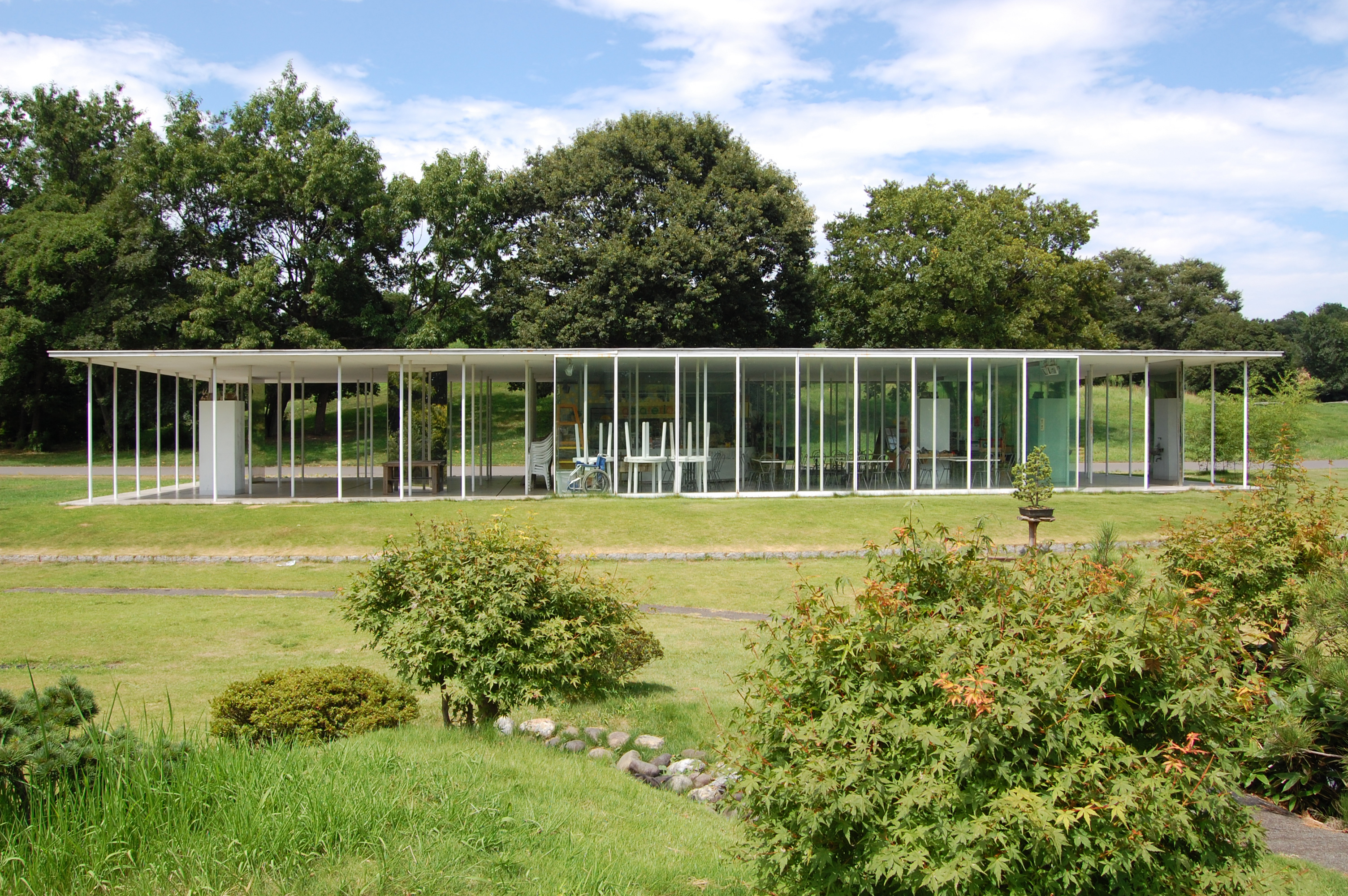
Koga Park Café, Ibaraki, Japan.
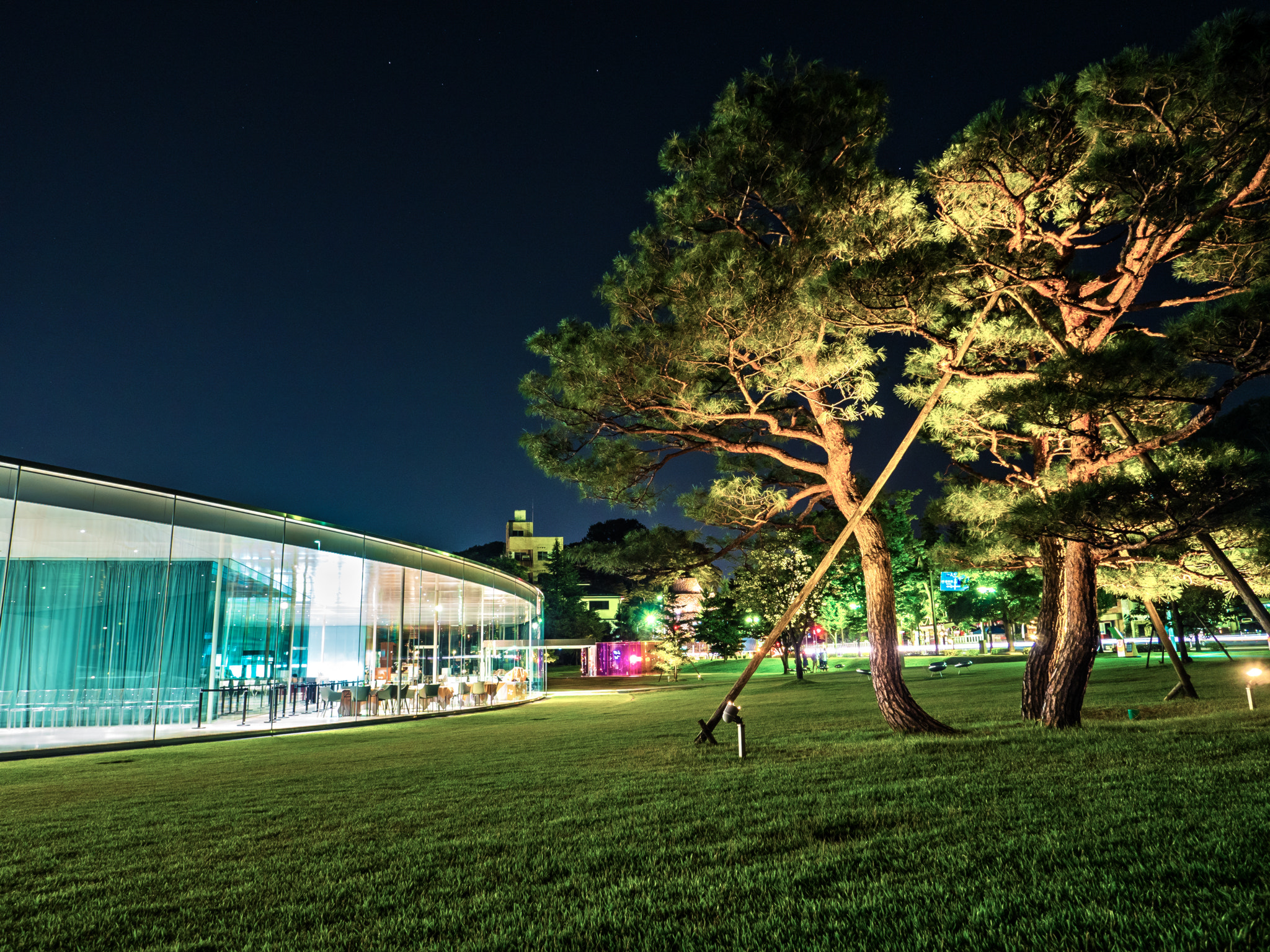
21st Century Museum of Contemporary Art, Kanazawa.
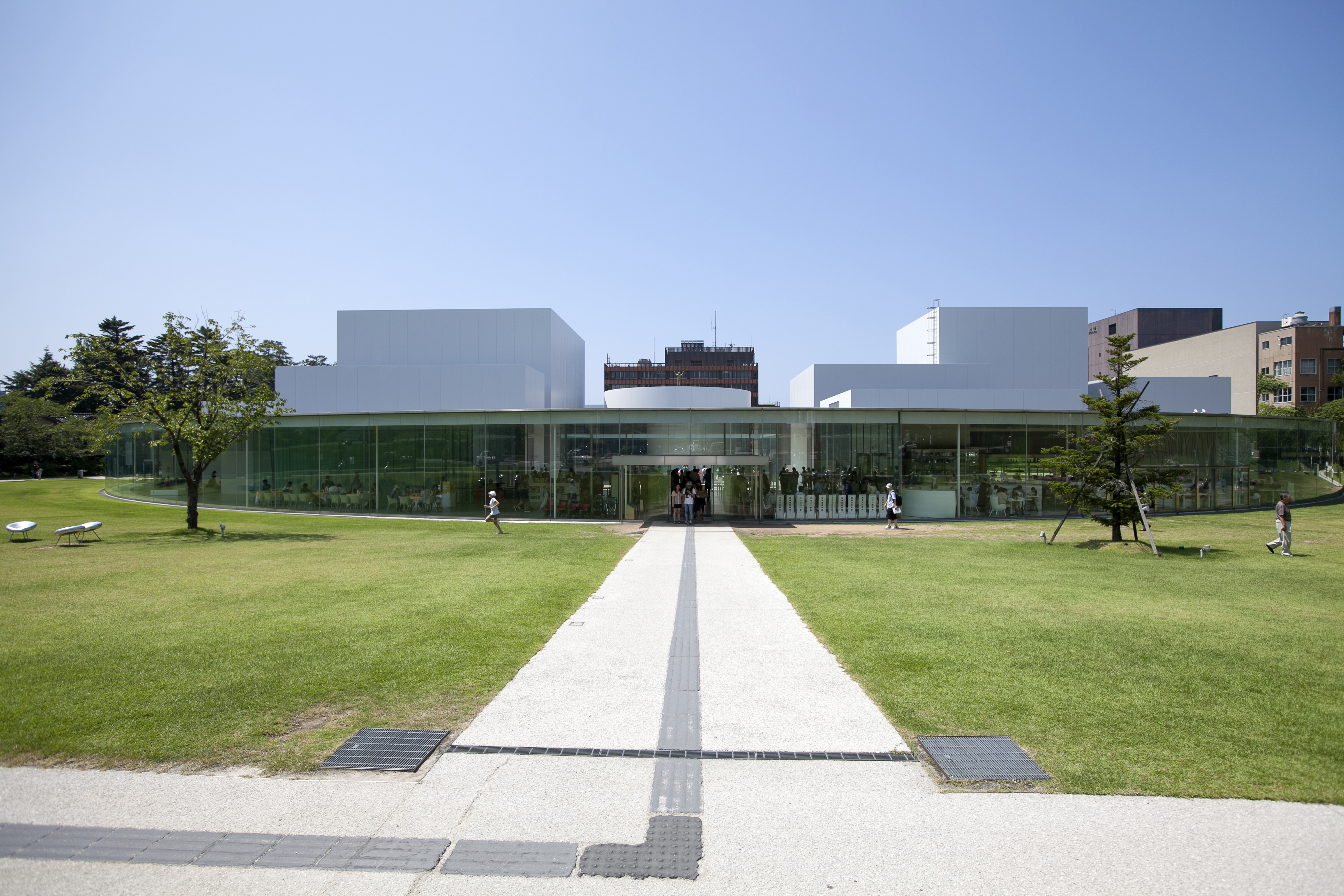
21st Century Museum of Contemporary Art, Kanazawa.
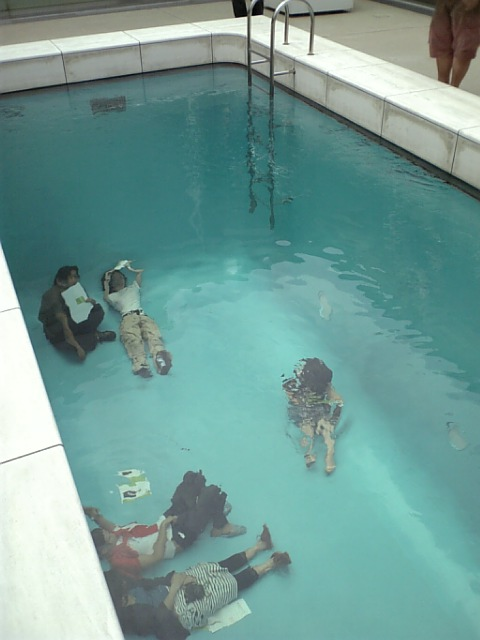
Alberca del 21st Century Museum of Contemporary Art, Kanazawa.
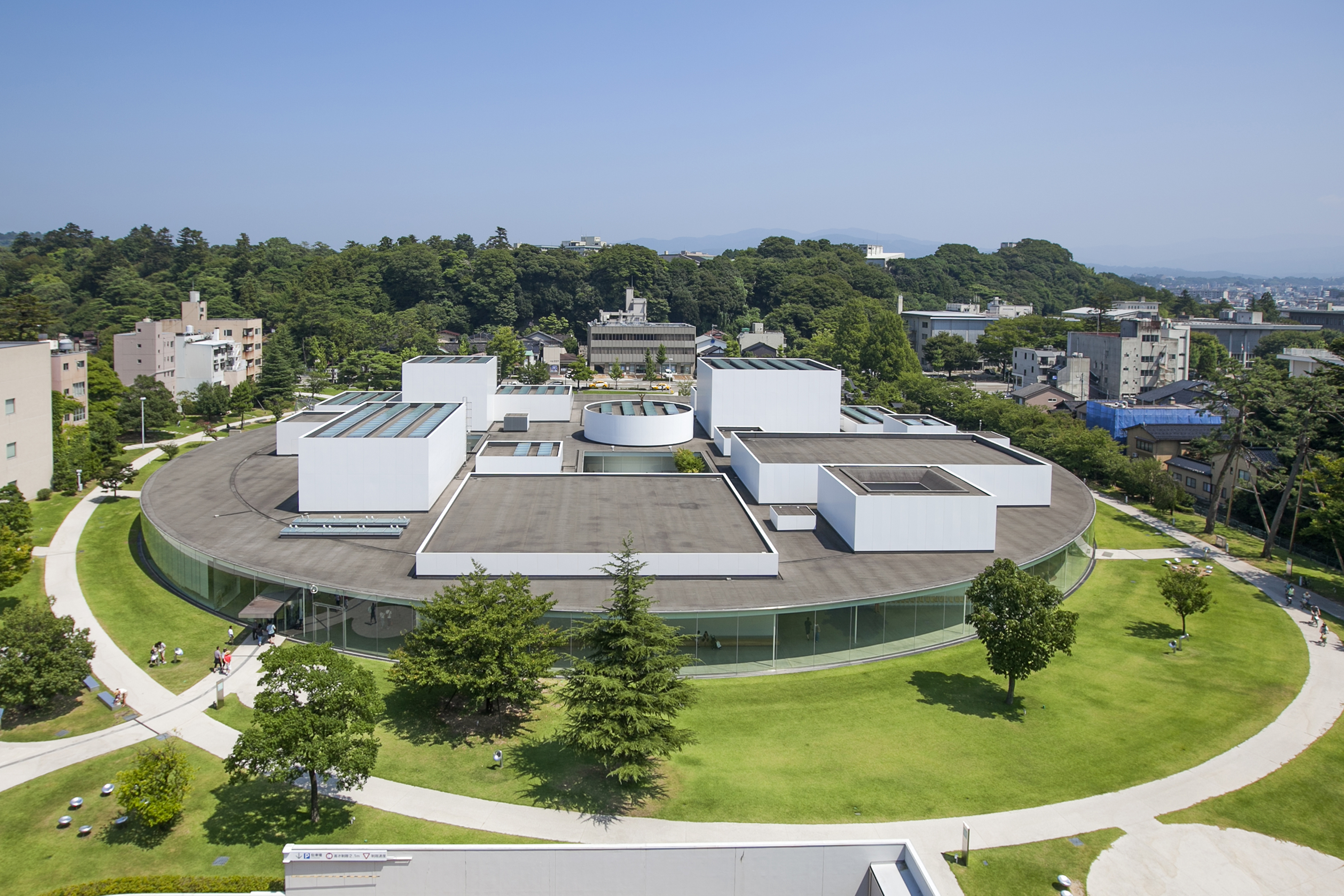
21st Century Museum of Contemporary Art, Kanazawa.
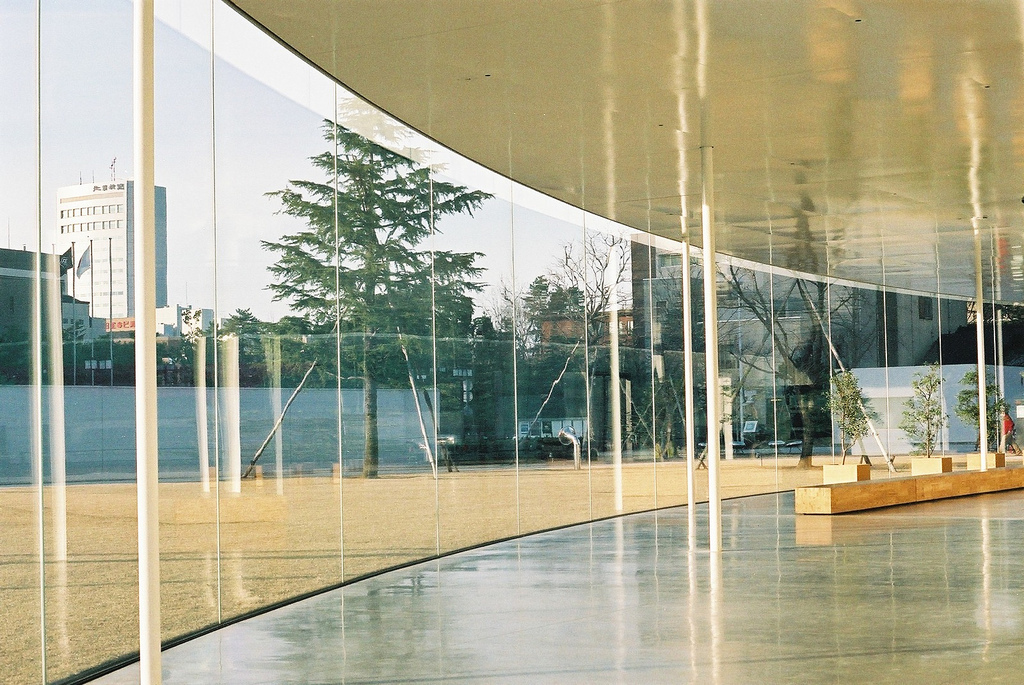
21st Century Museum.
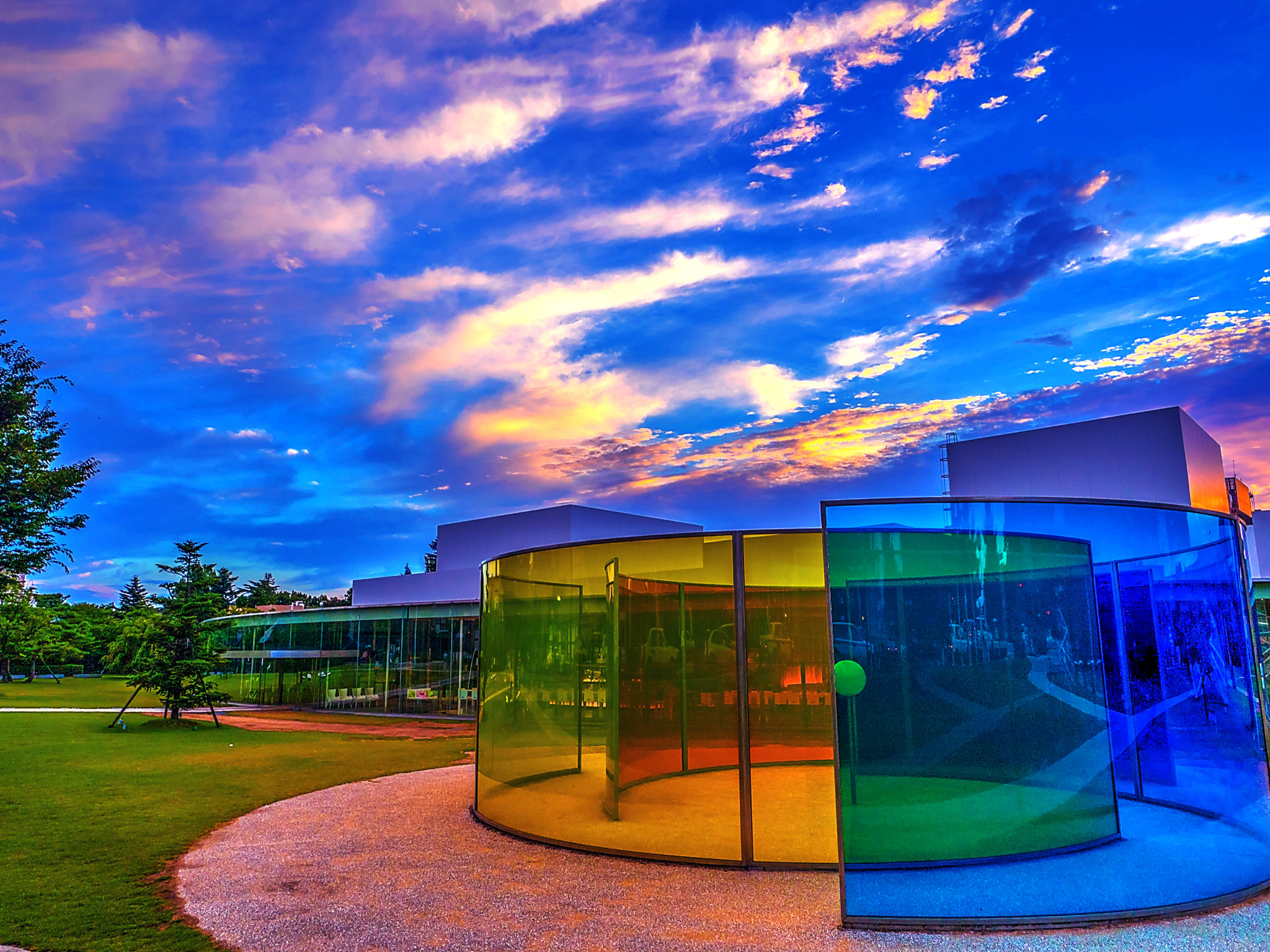
21st Century Museum Of Contemporary Art Kanazawa.
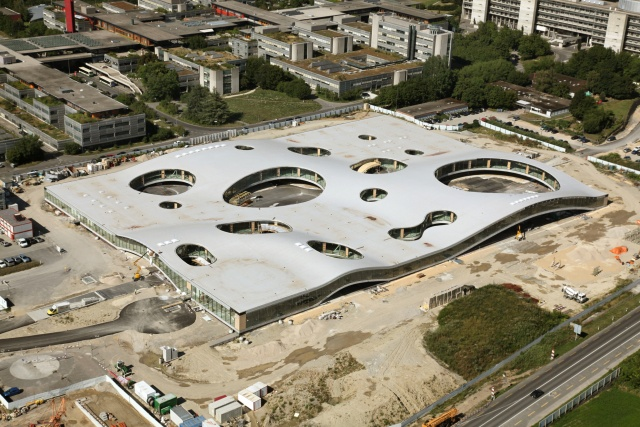
Rolex Learning Center.
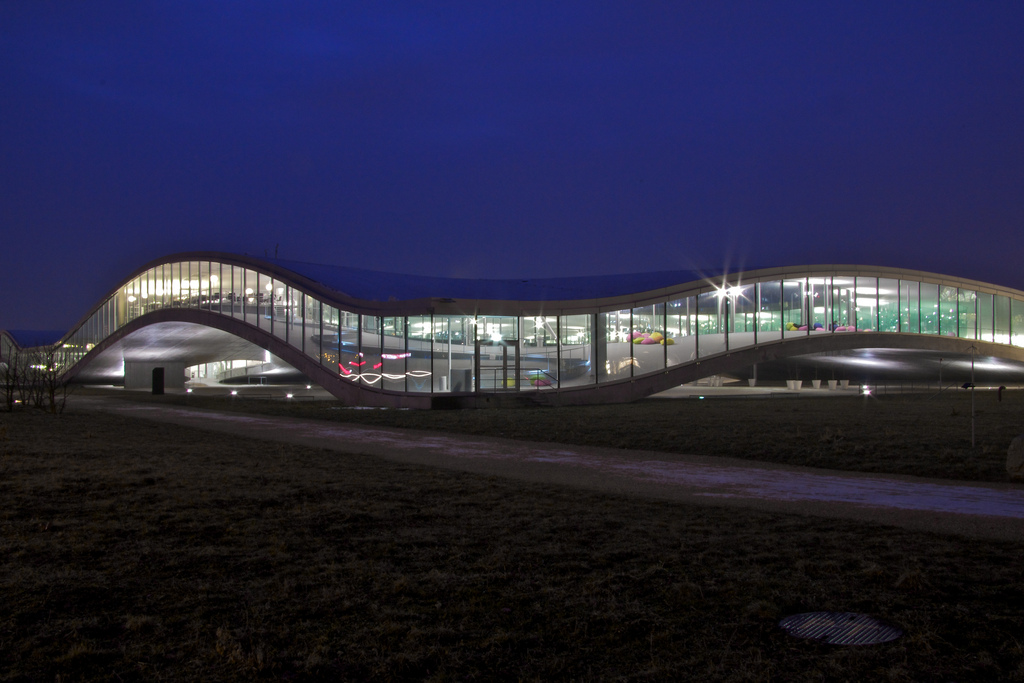
Rolex Learning center.
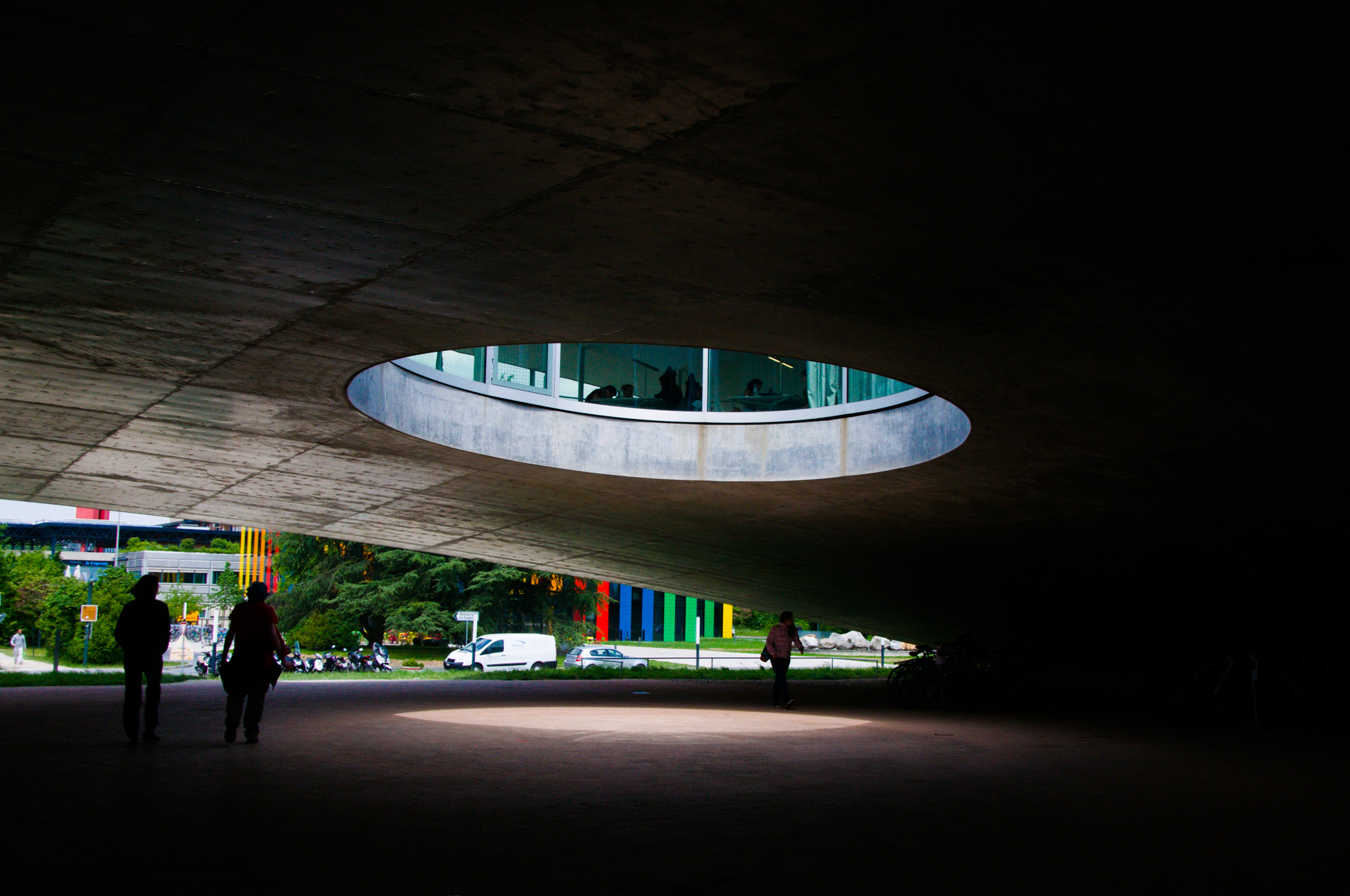
Rolex Learning Center.
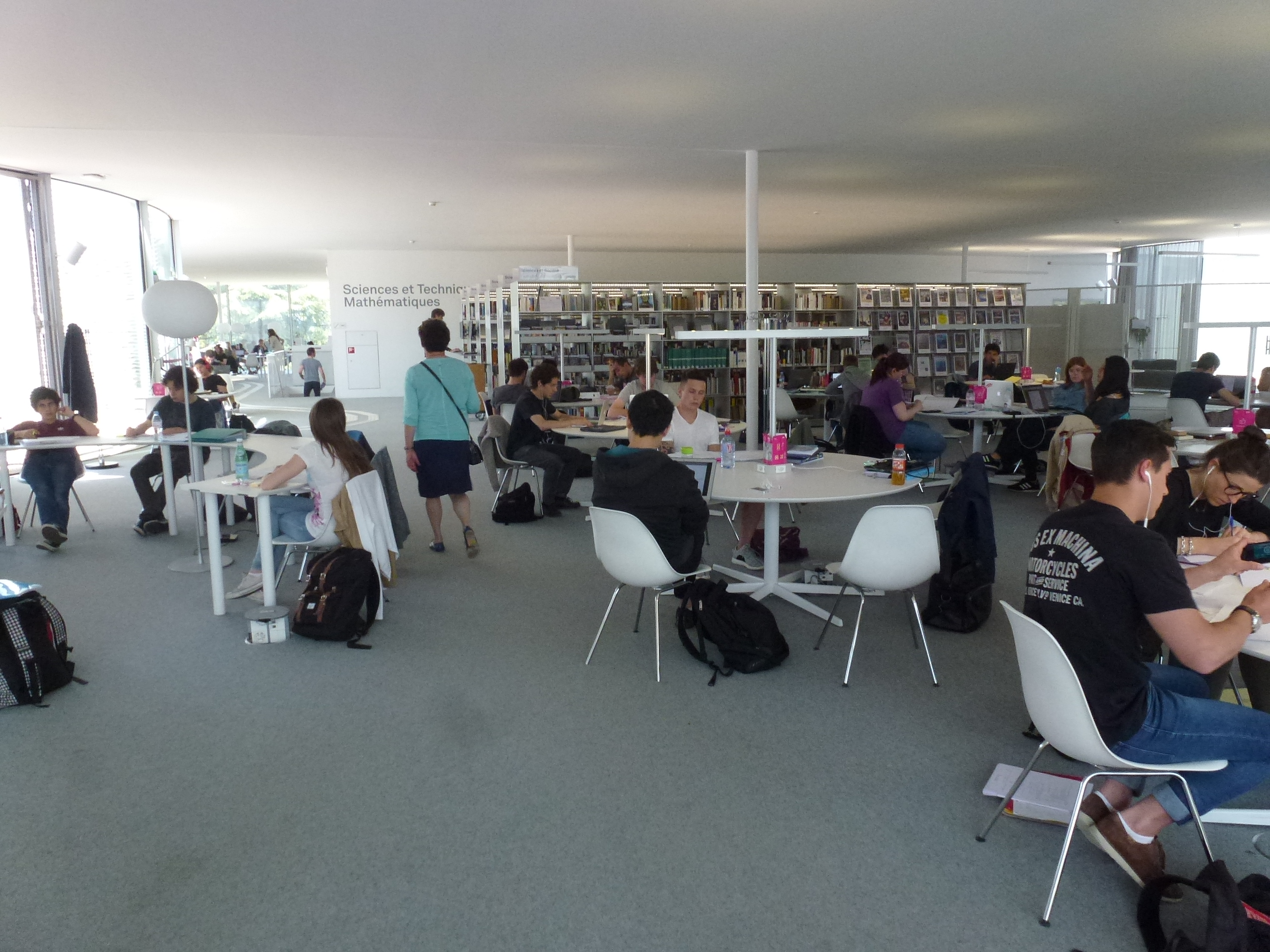
Rolex Learning Center.
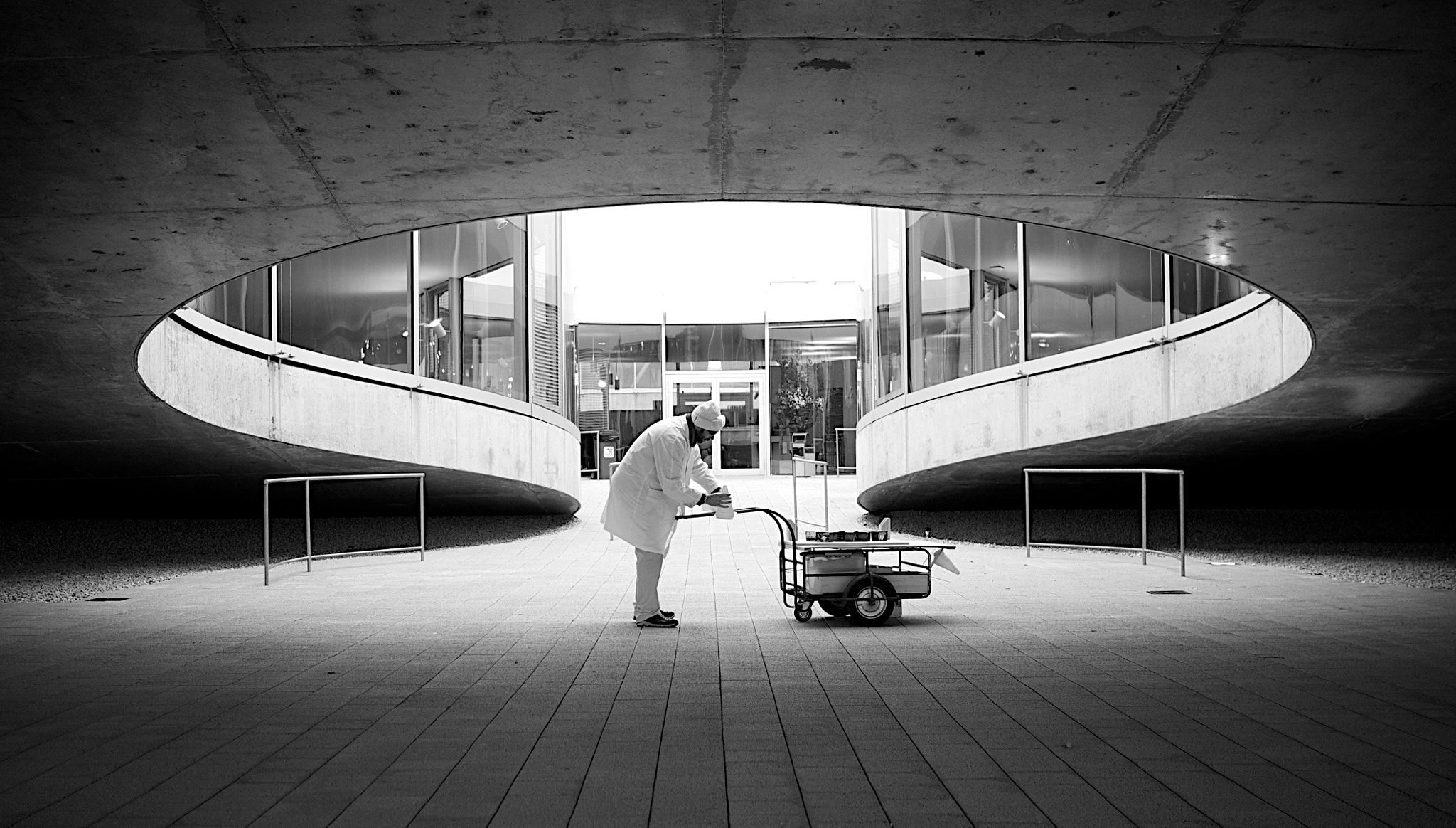
Rolex learning center.
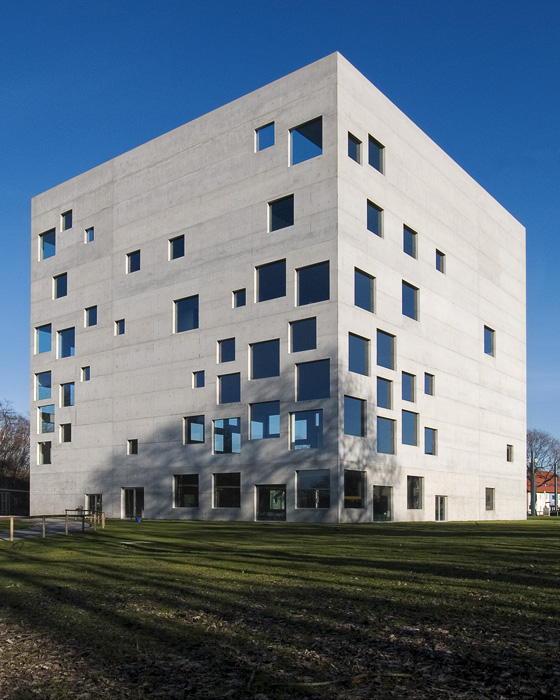
Zollverein School of Management and Design.
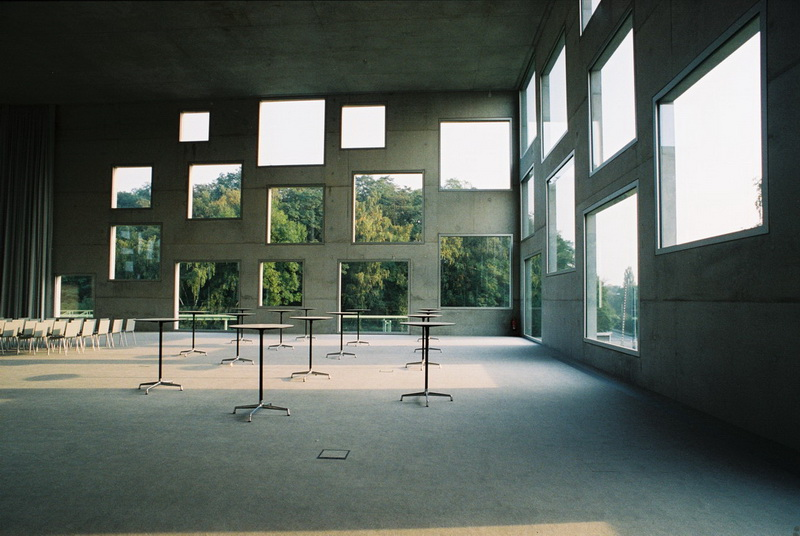
Zollverein School of Management and Design.
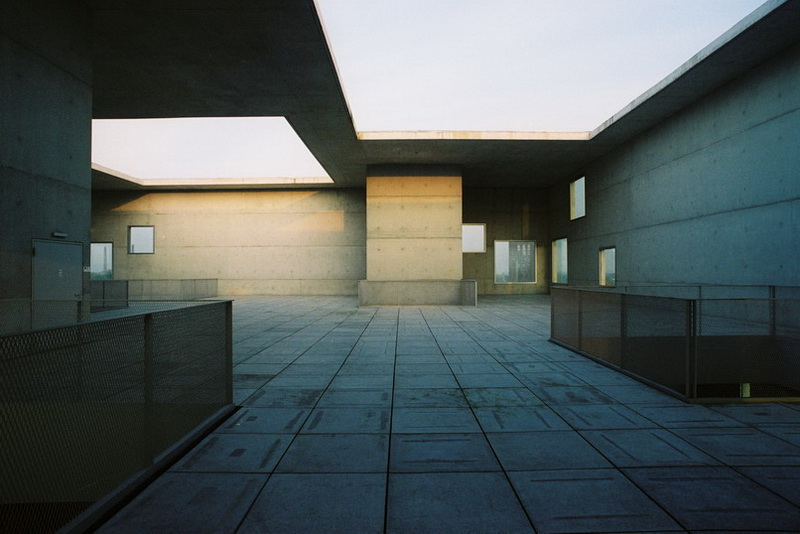
Zollverein School of Management and Design, Essen, Germany.
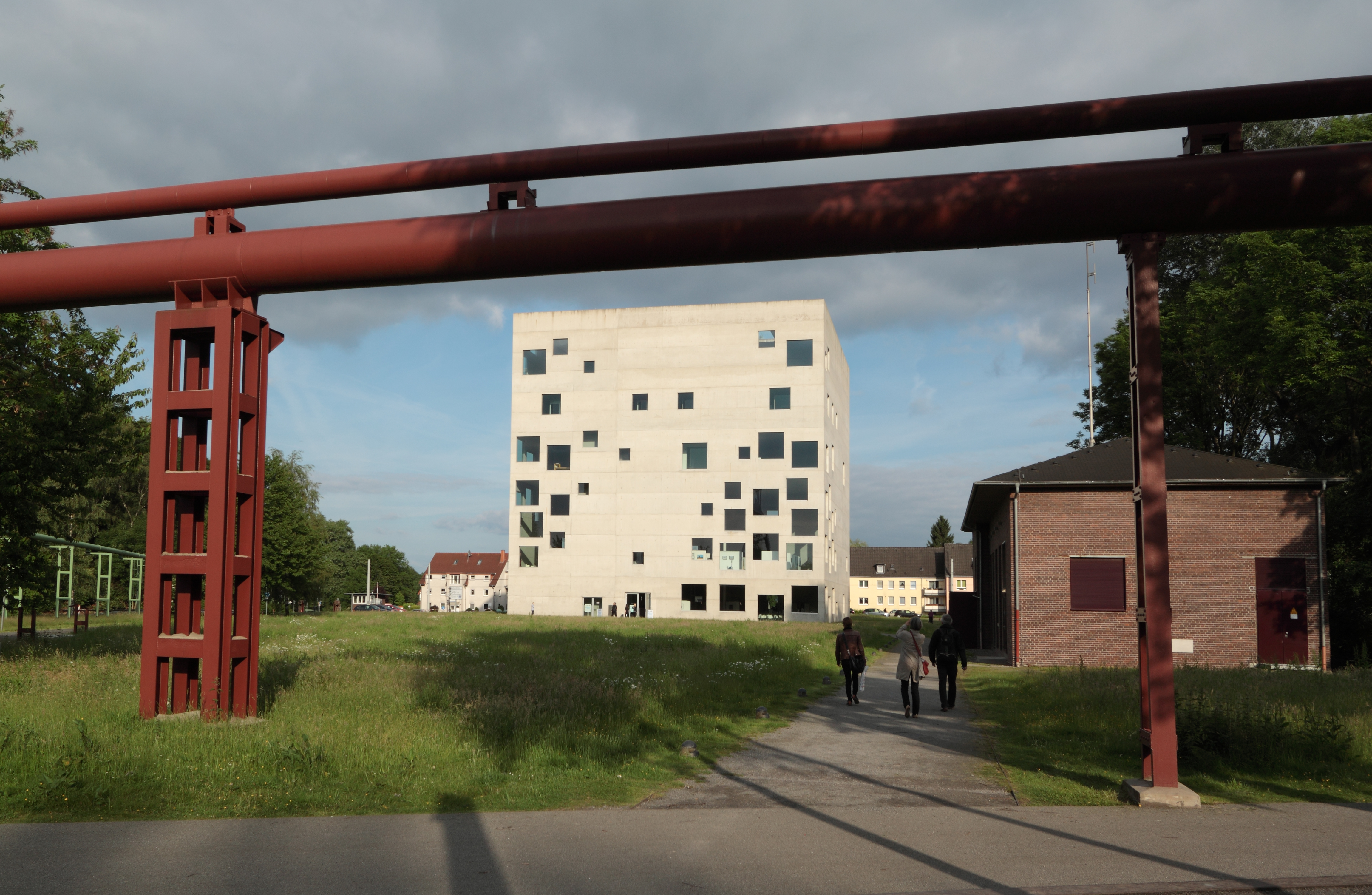
Since 2010, this SANAA building hosts the Folkwang University of the Arts.
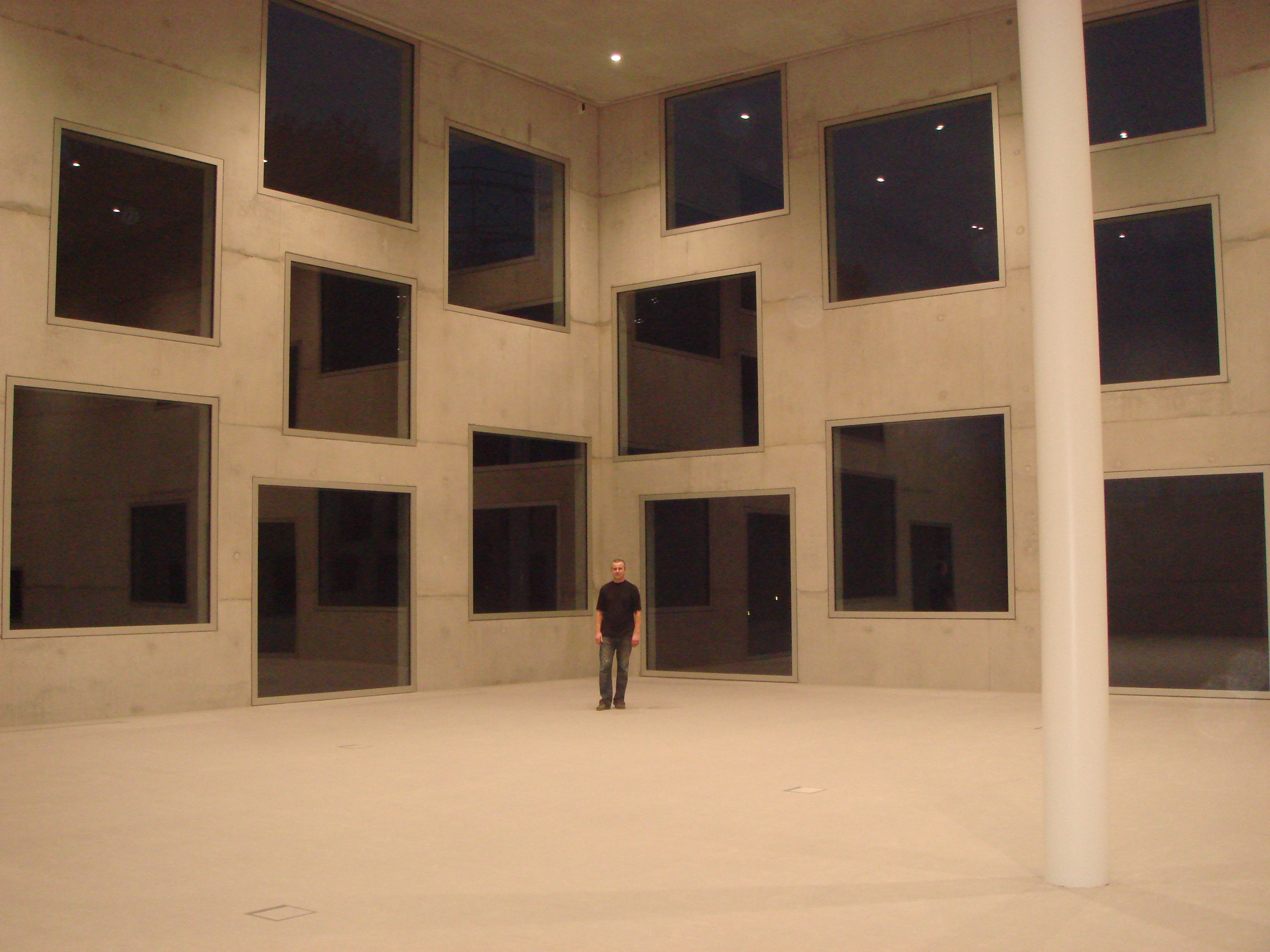
Zollverein School of Management and Design.
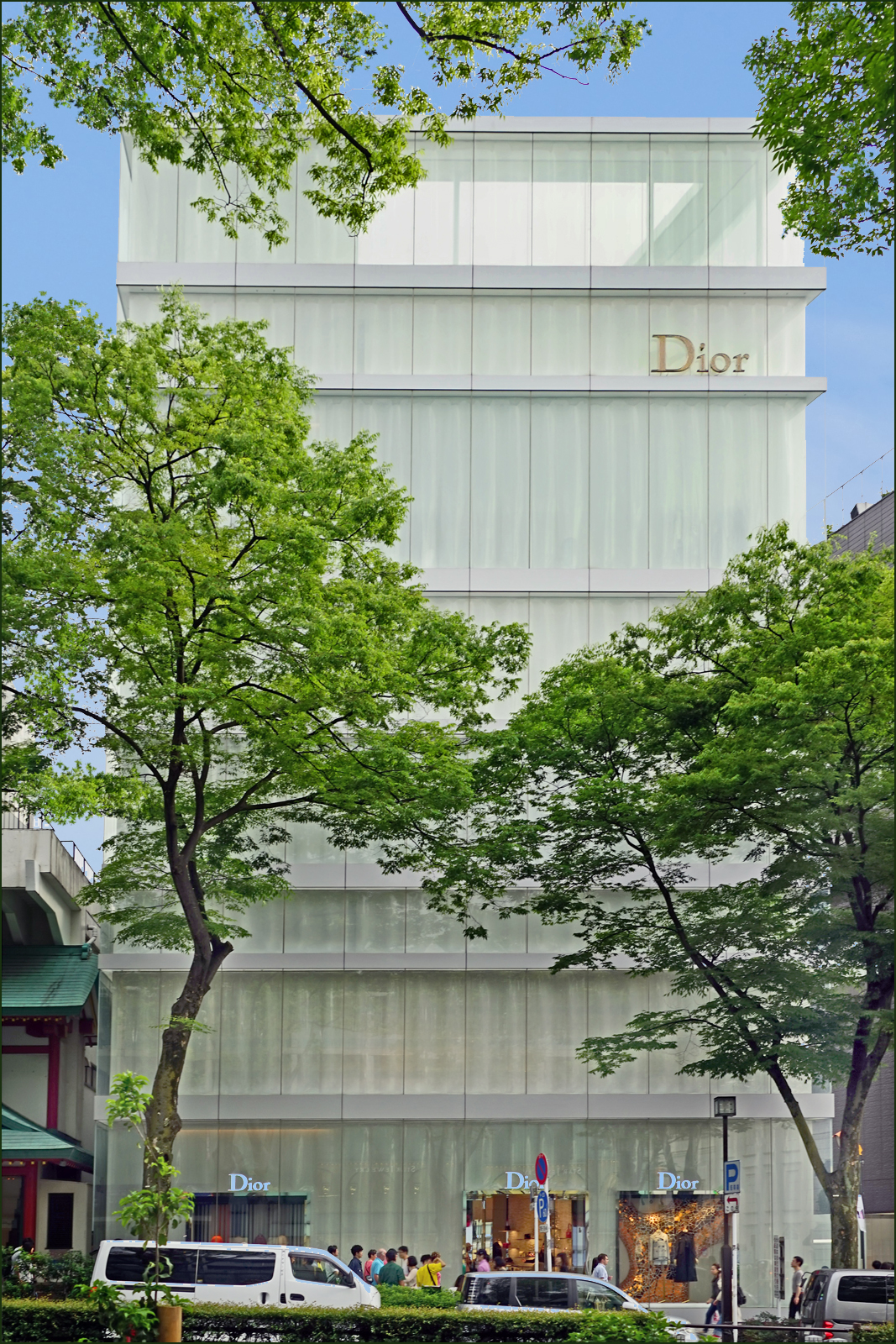
Christian Dior Omotesando, Tokyo.
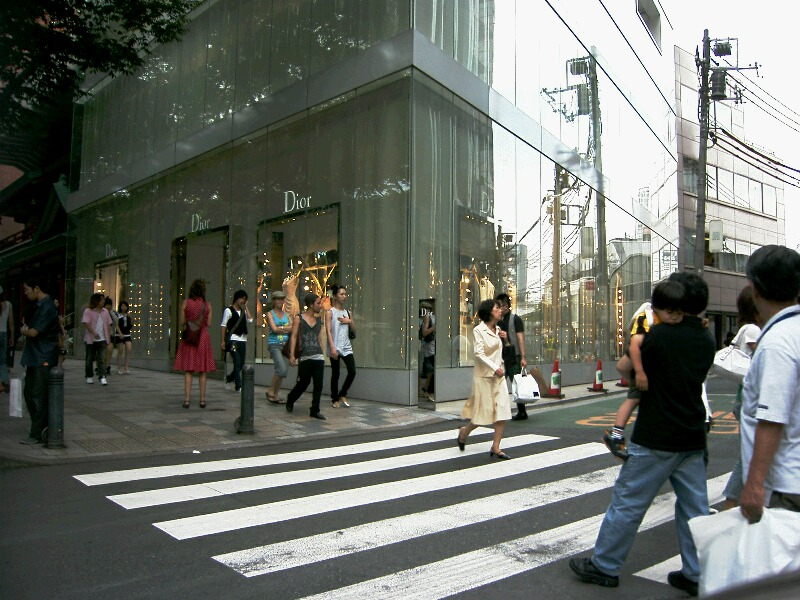
Vista de calle del Christian Dior Omotesando en Tokyo.
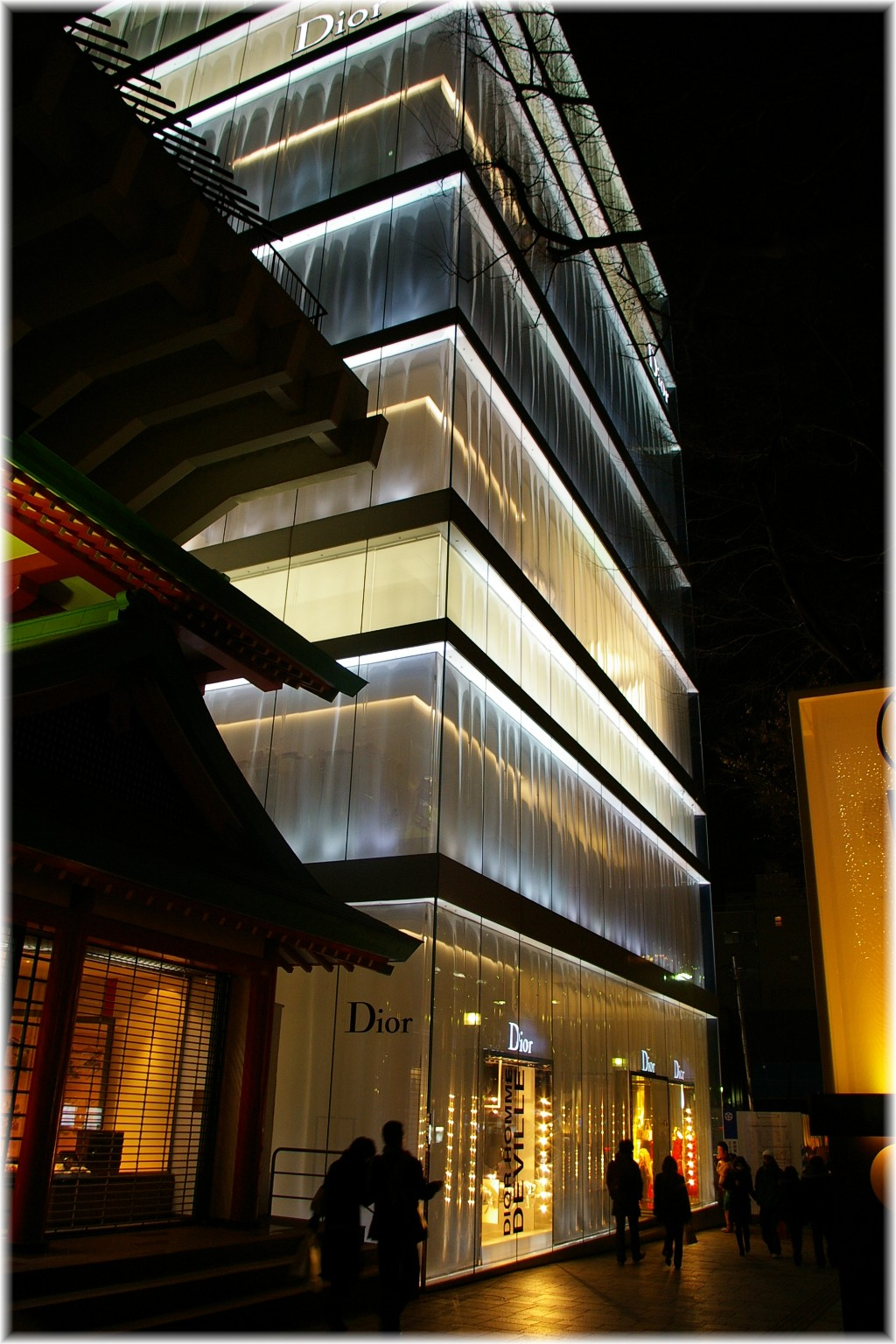
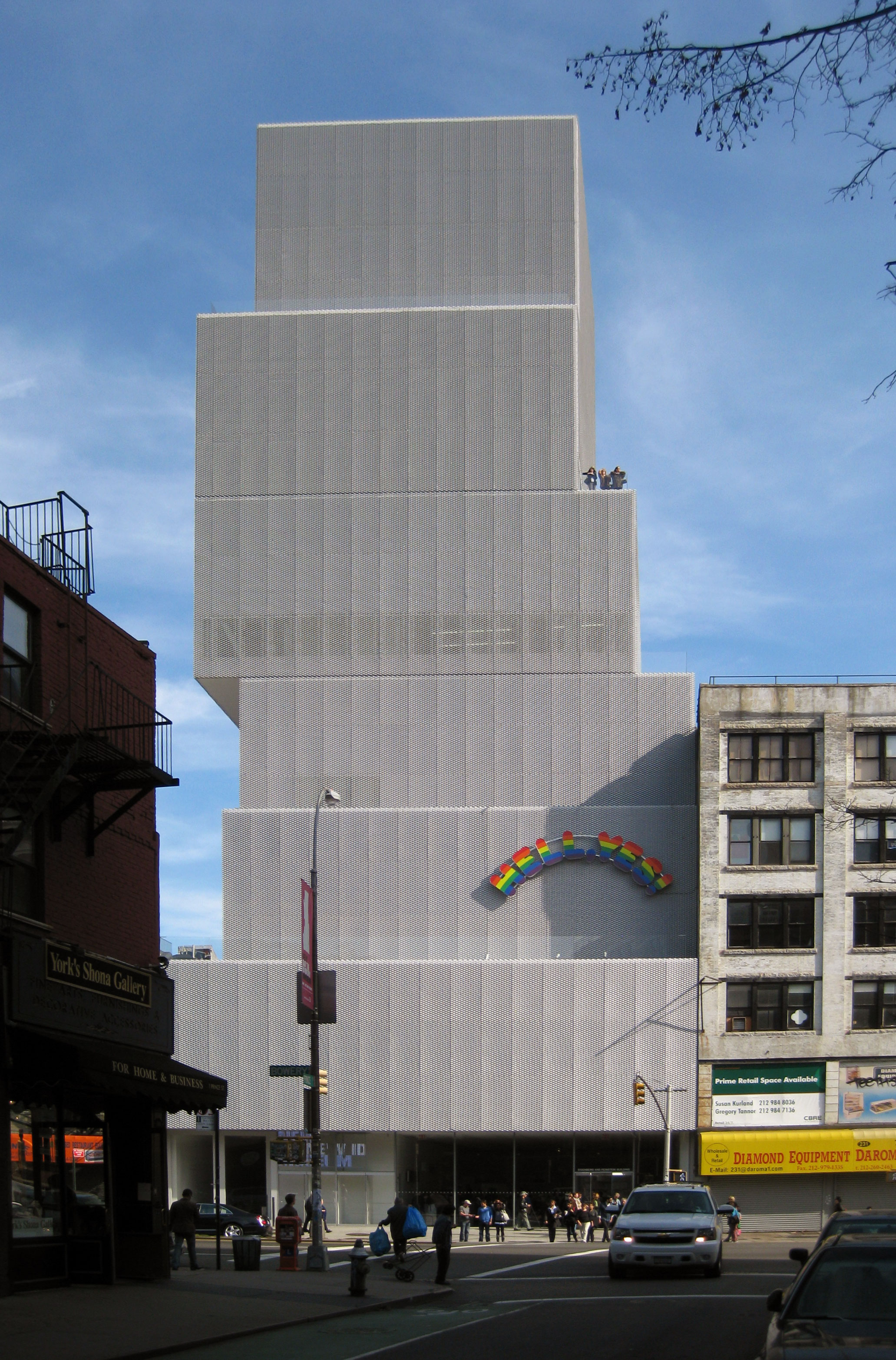
New Museum Nueva York
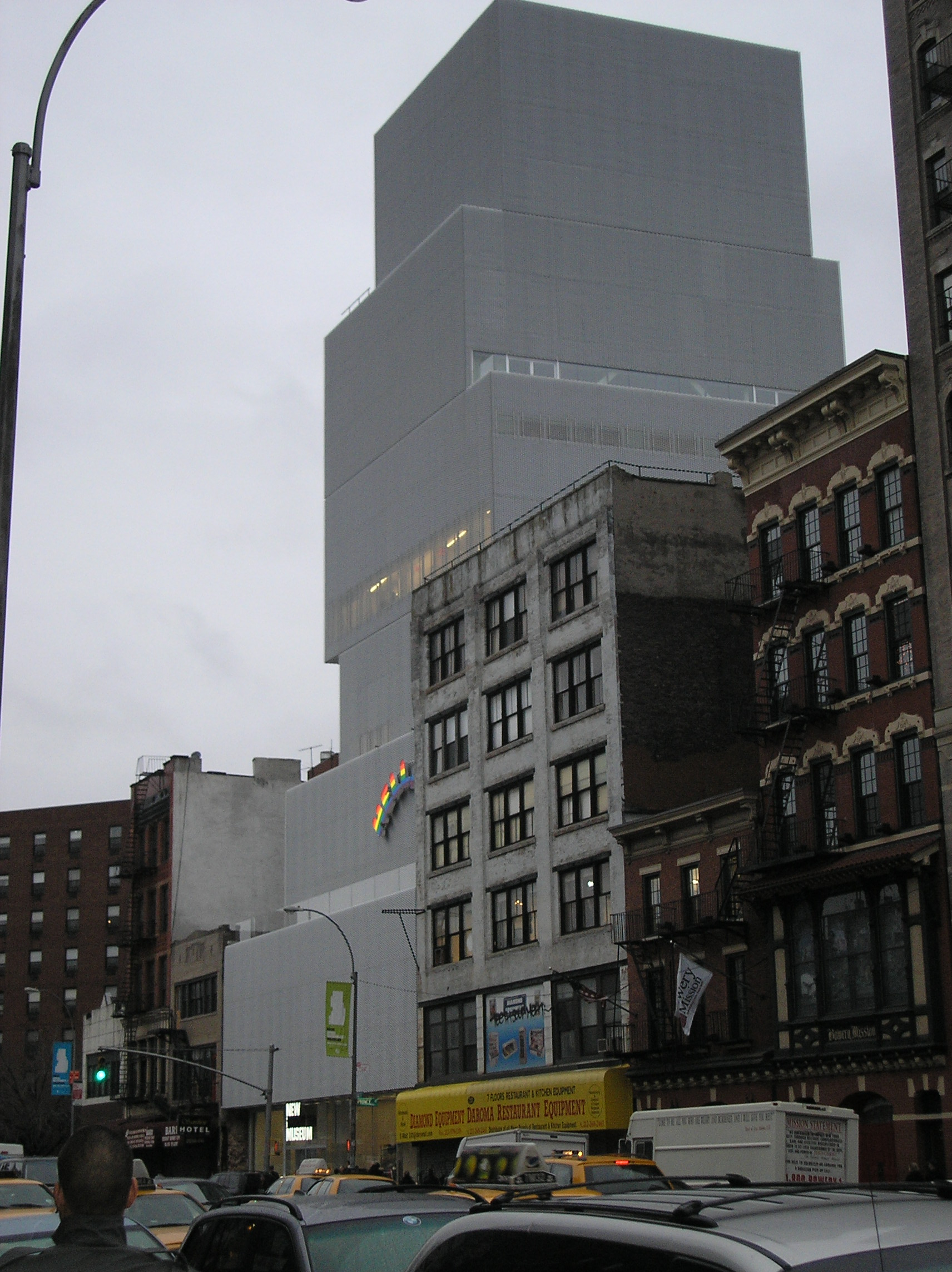
El New Museum Nueva York en su contexto.
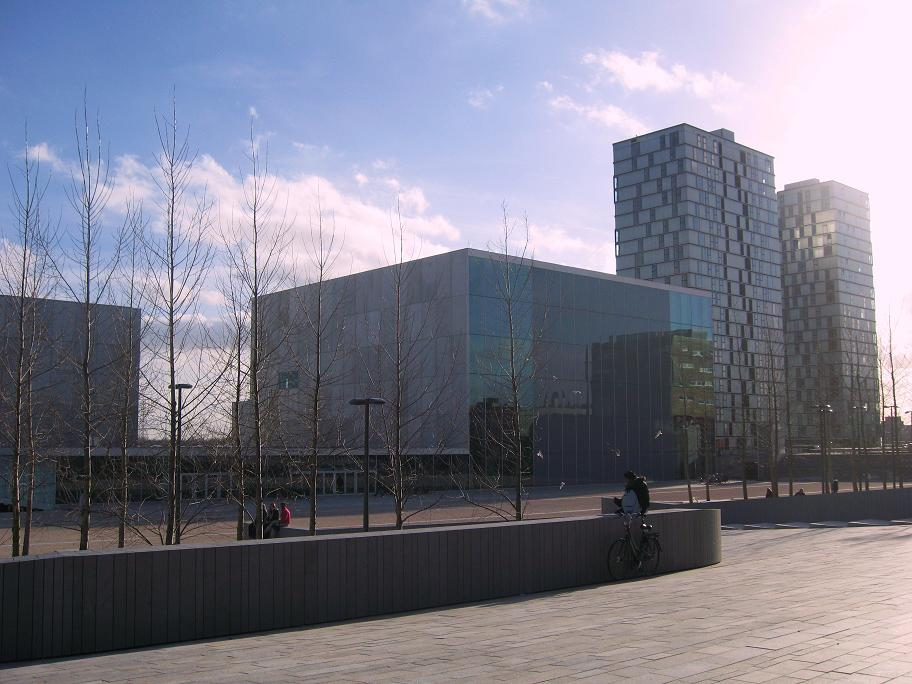
Schouwburg Almere, Almere, Netherlands.
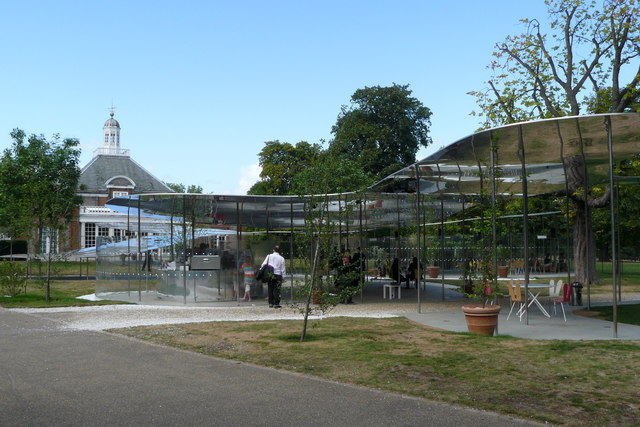
Serpentine Gallery Pavilion 2009.
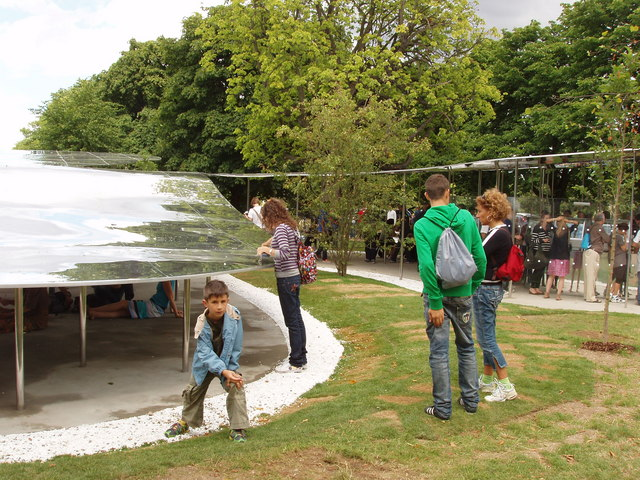
Serpentine Gallery Pavilion 2009.
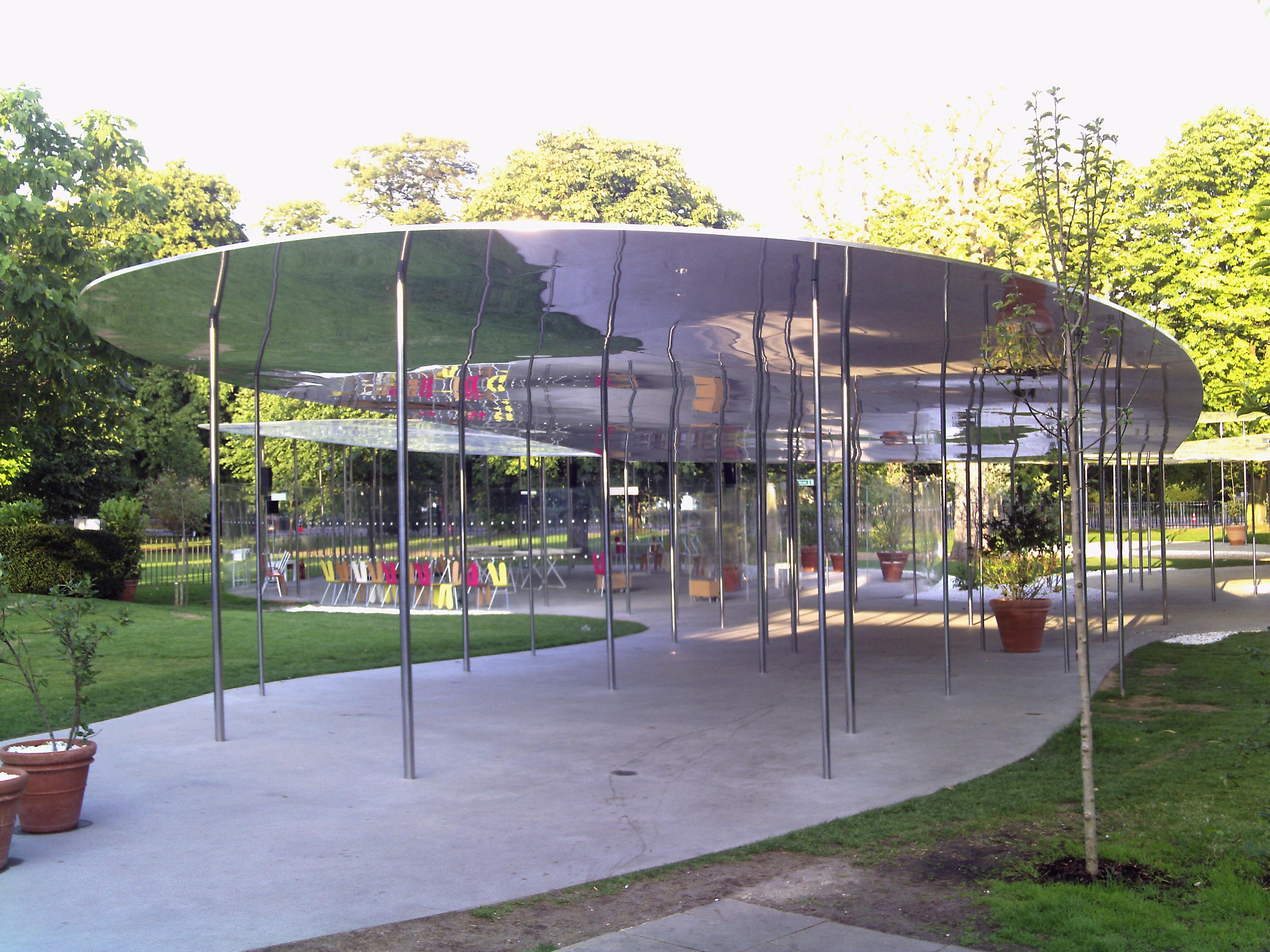
Serpentine Gallery Pavilion 2009.
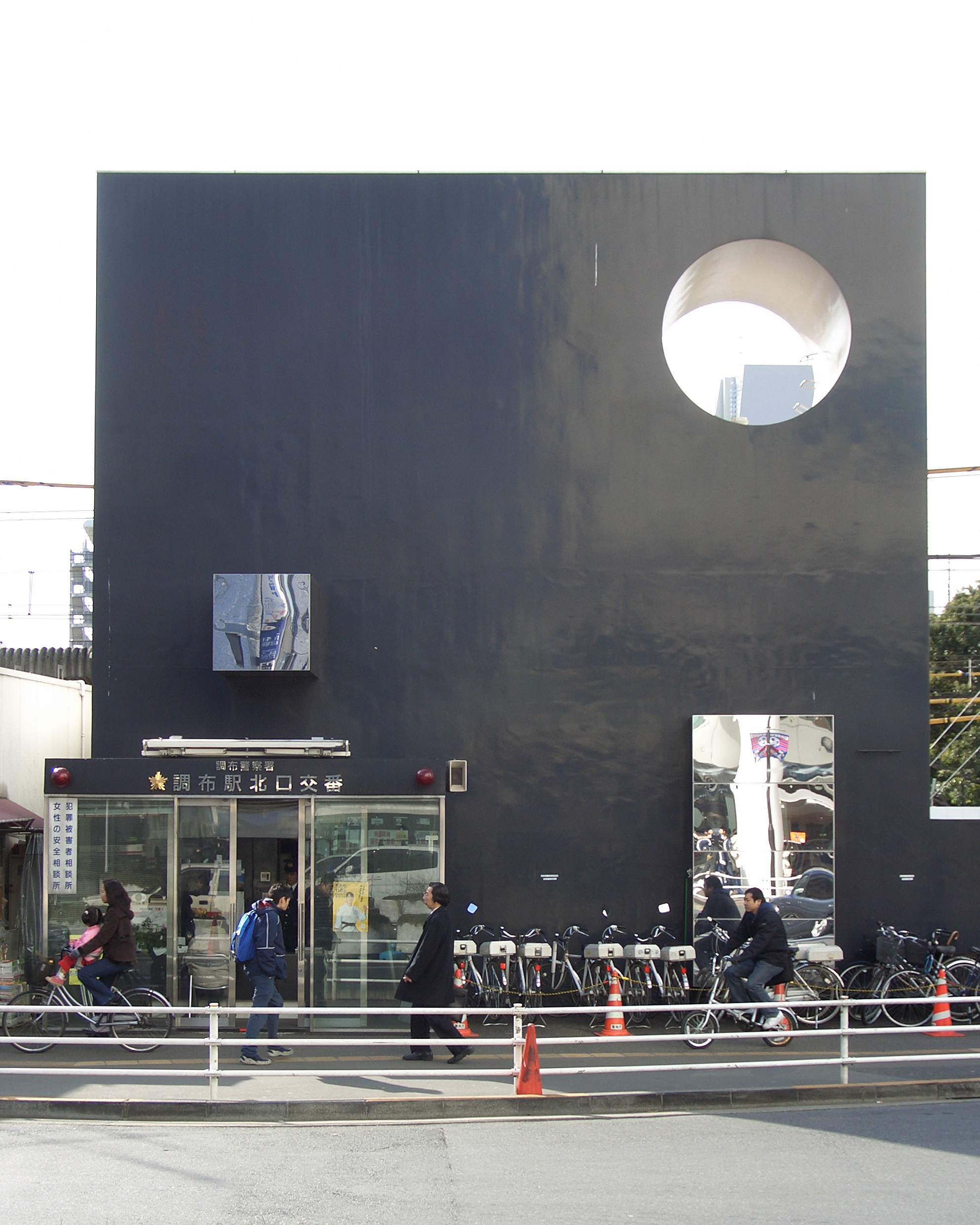
Chofu Police Box.
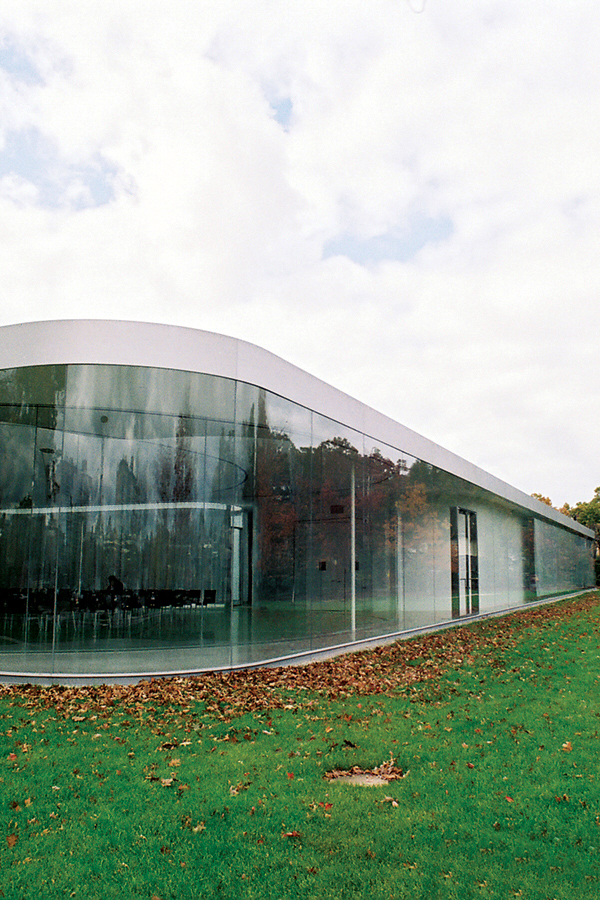
Pabellón de cristal del Museo de arte de Toledo, Ohio.
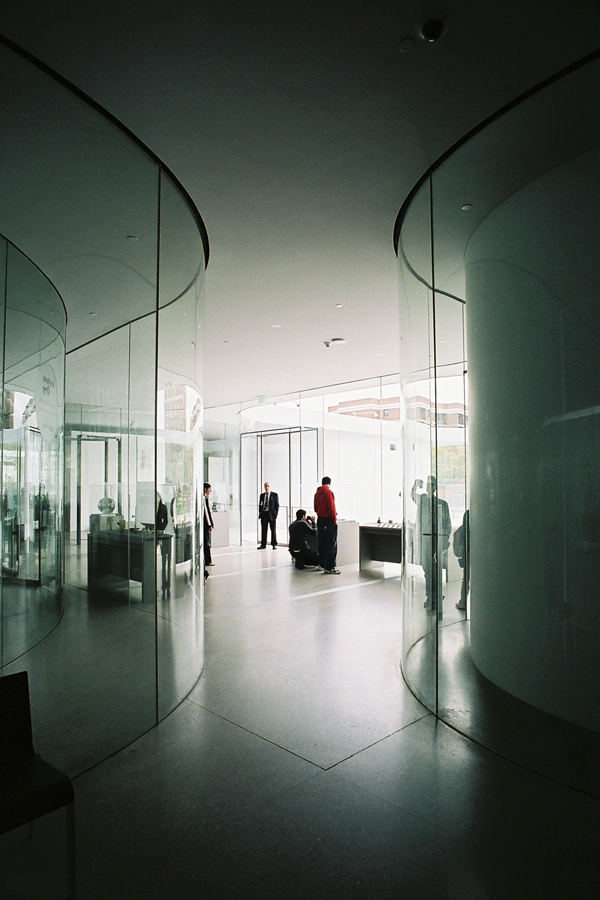
Interior del Pabellón de cristal del Museo de arte de Toledo, Ohio
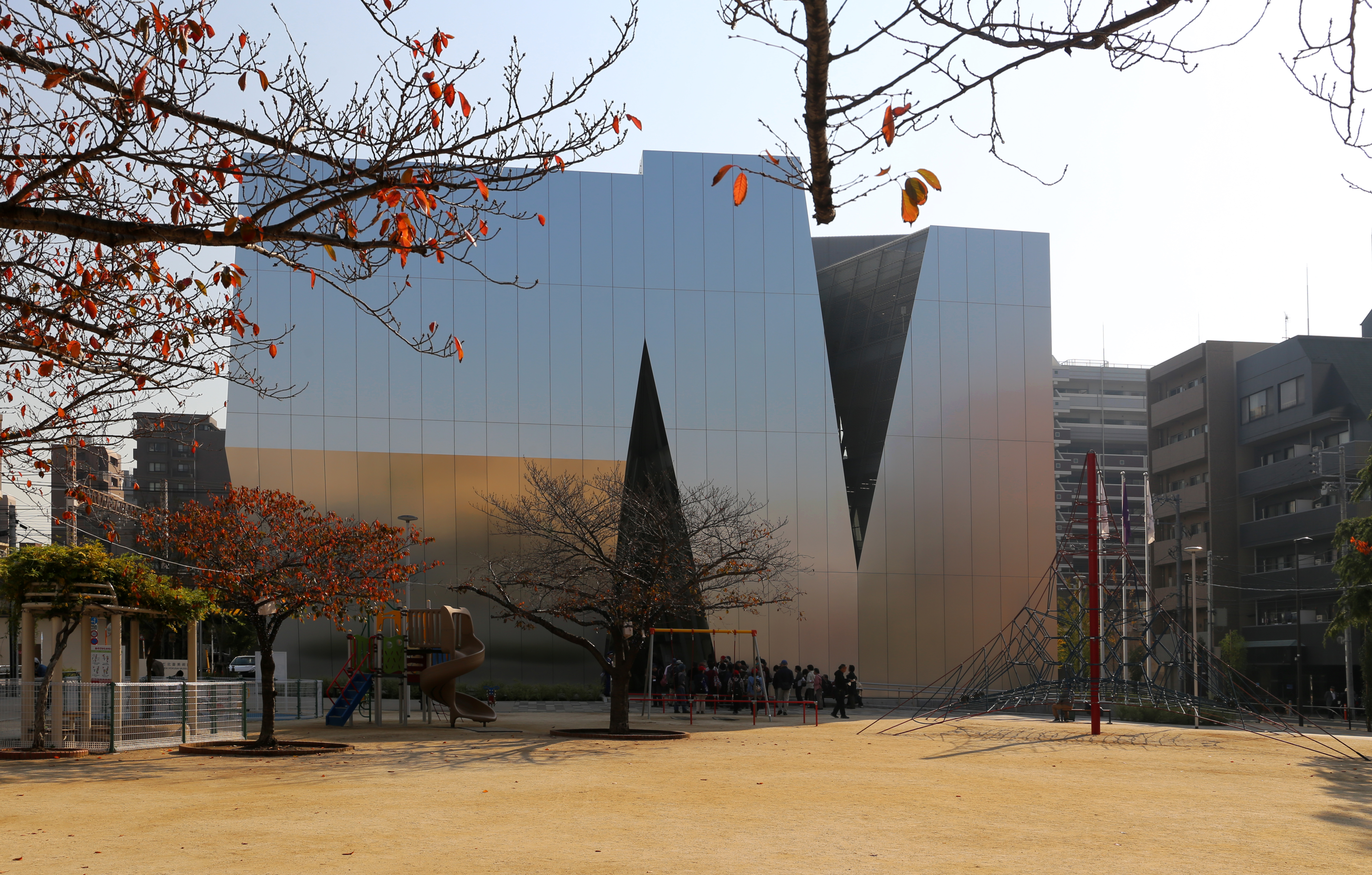
Hokusai Museum en otoño.
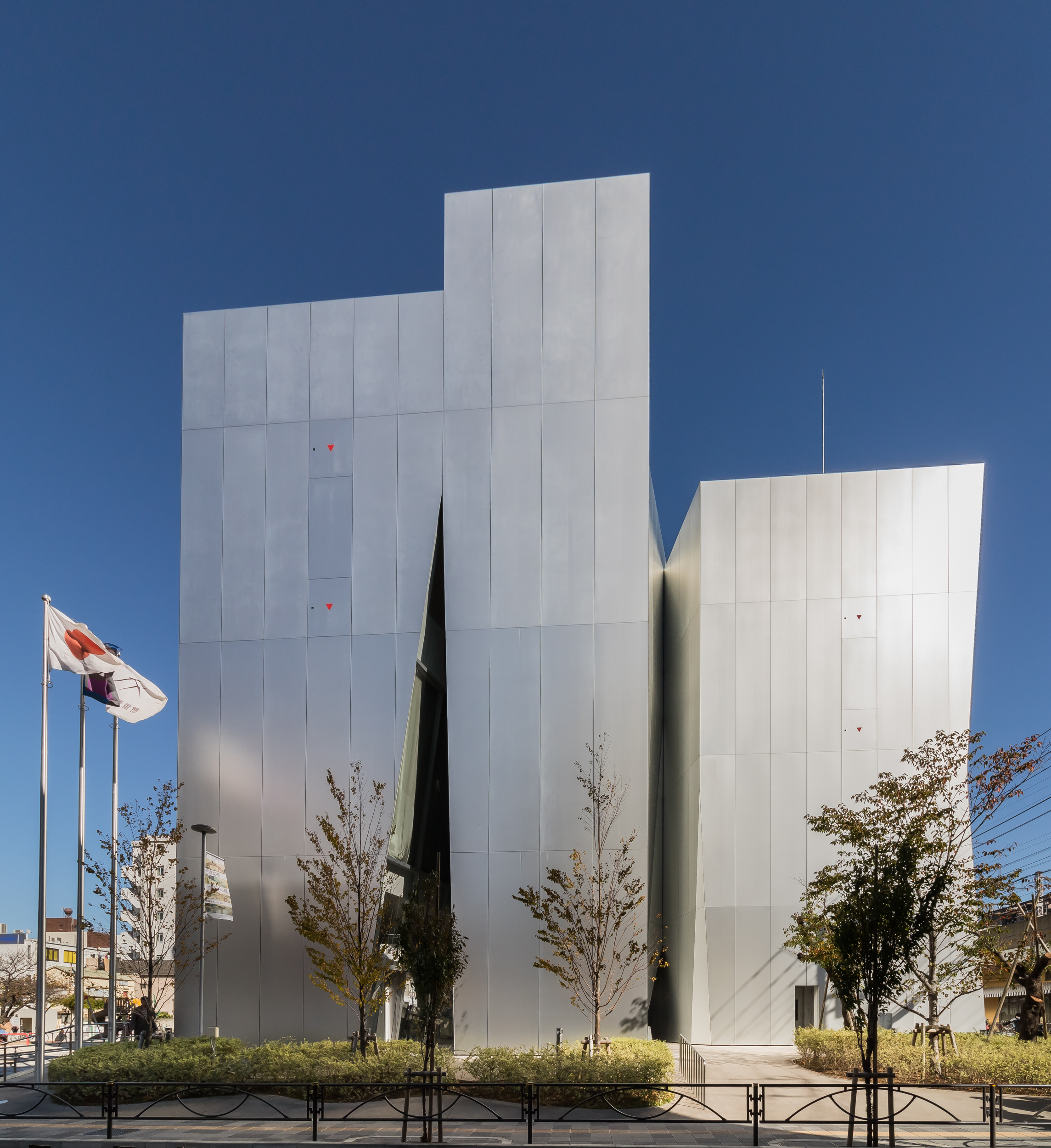
Hokusai Museum.
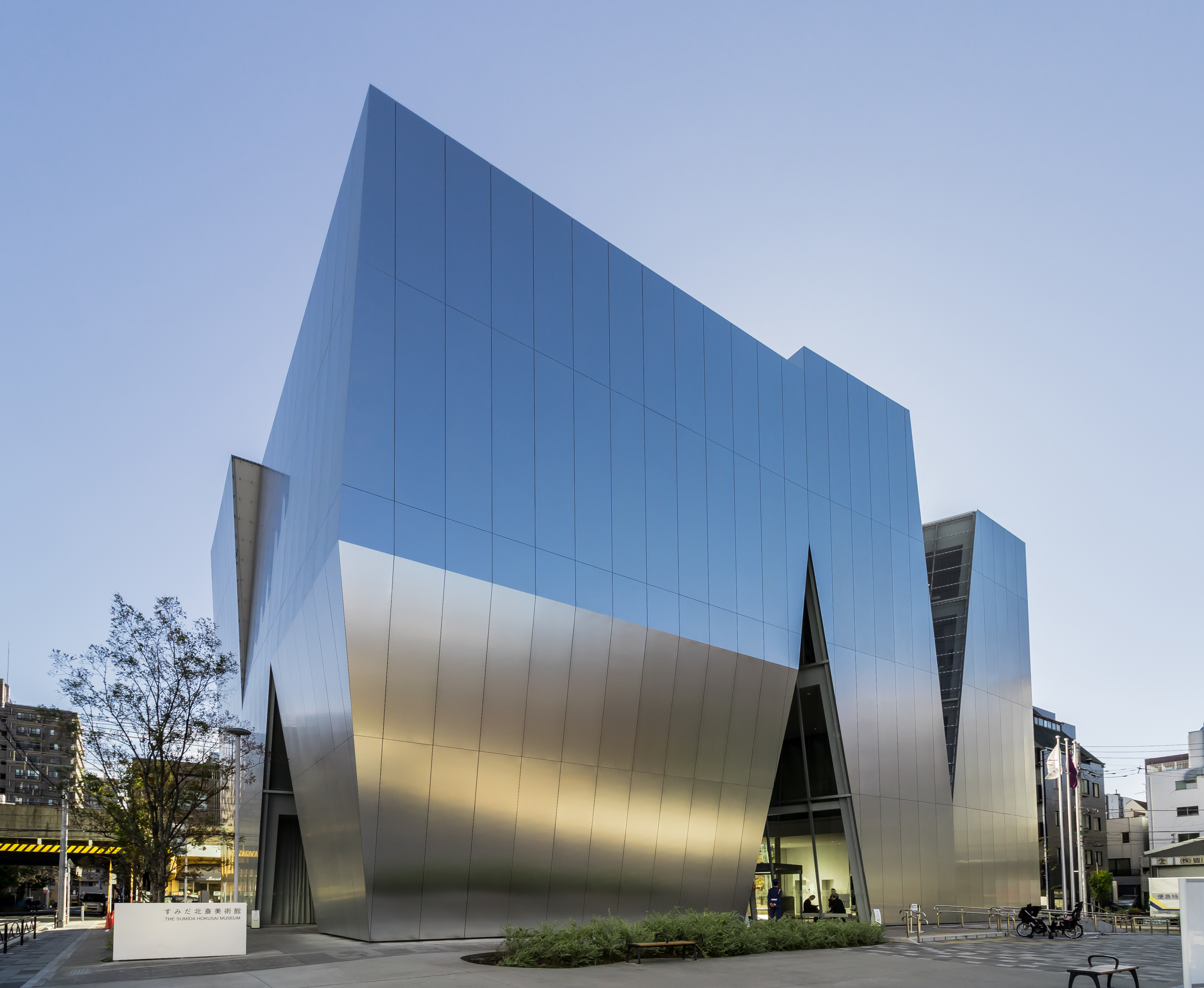
Hokusai Museum.
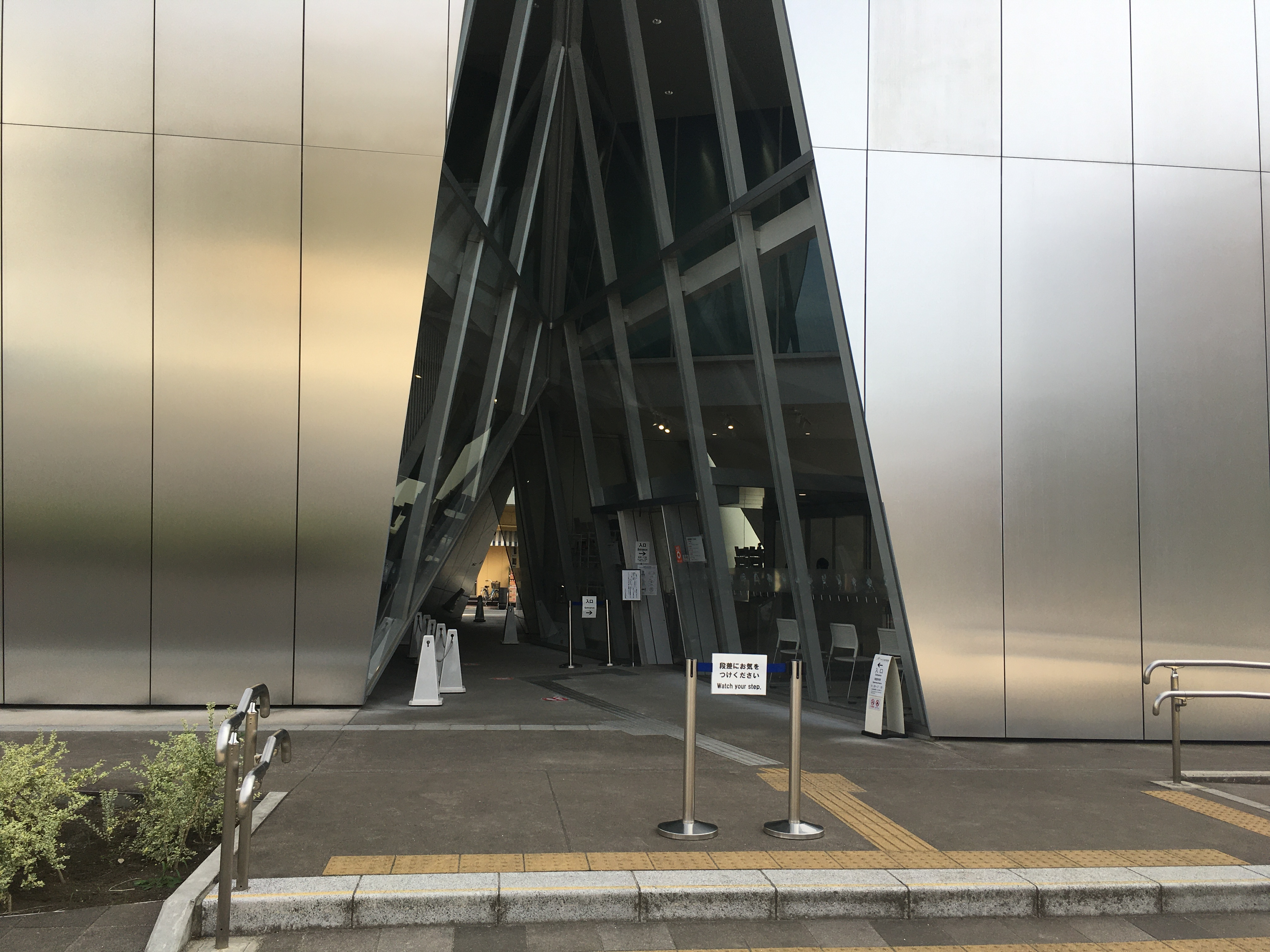
Entrada Hokusai Museum.
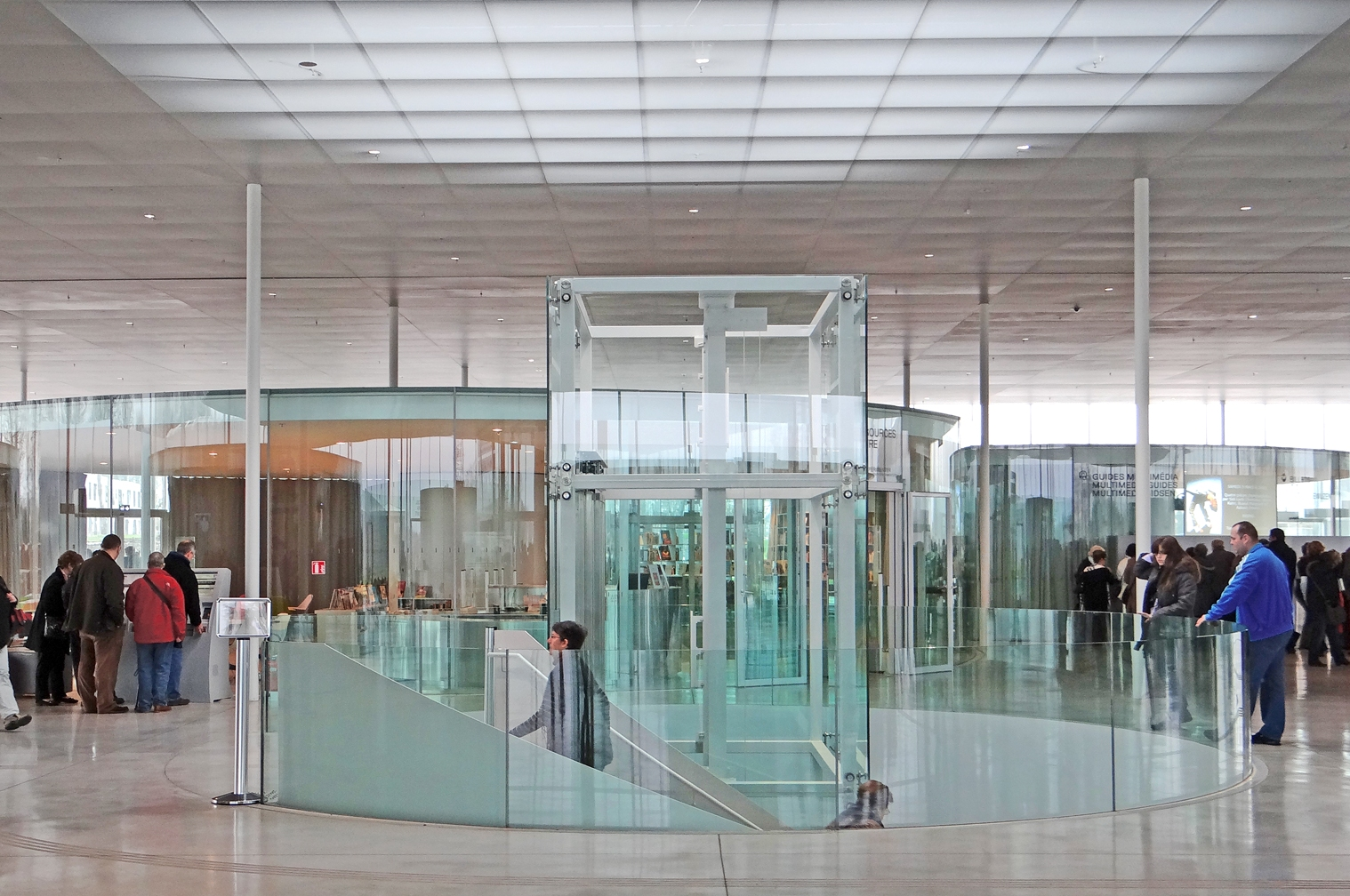
Vestíbulo del Louvre Lens.
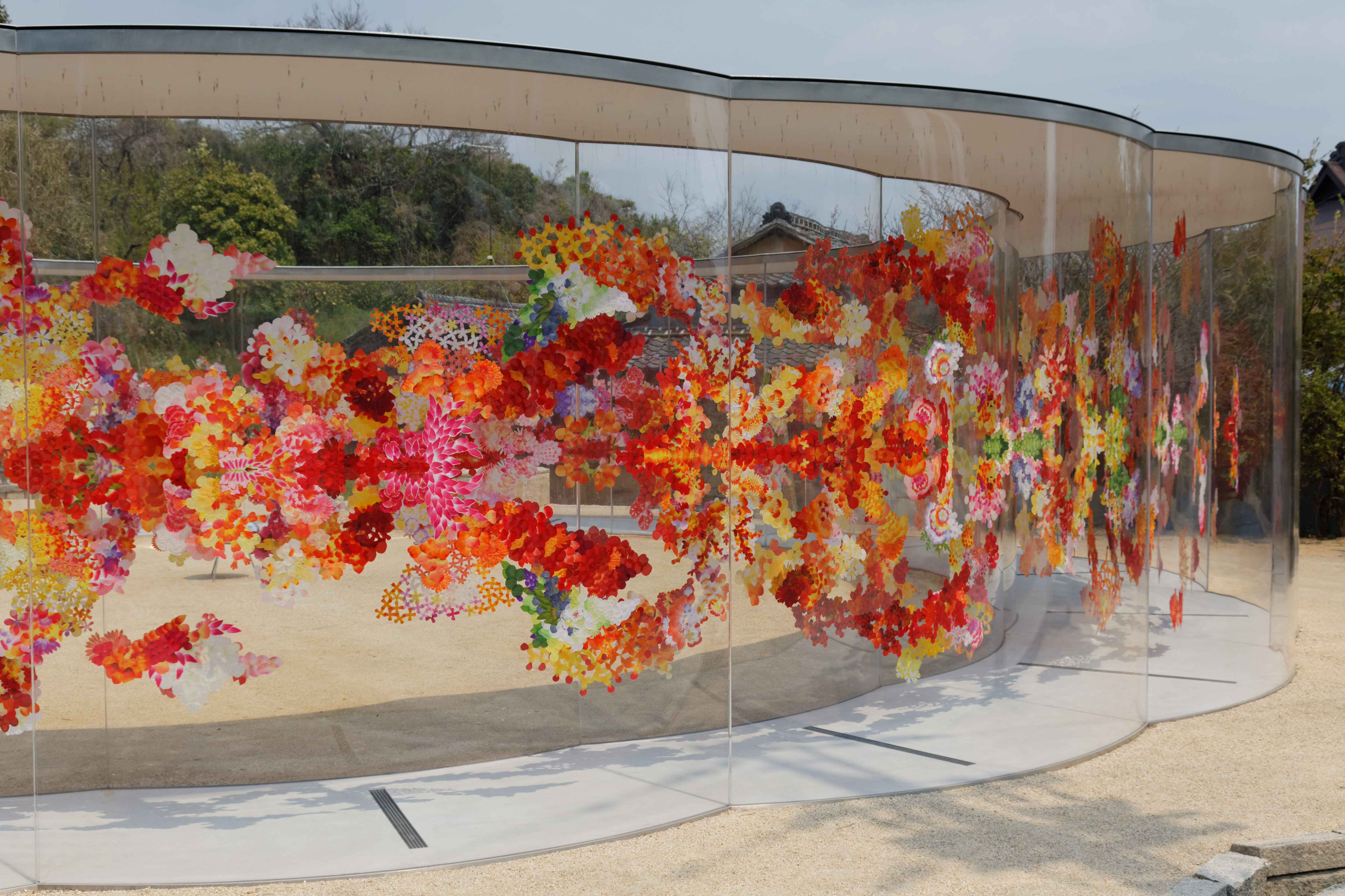
A-Art House-reflectwo. Haruka Kojin/Kazuyo Sejima/Yuko Hasegawa.
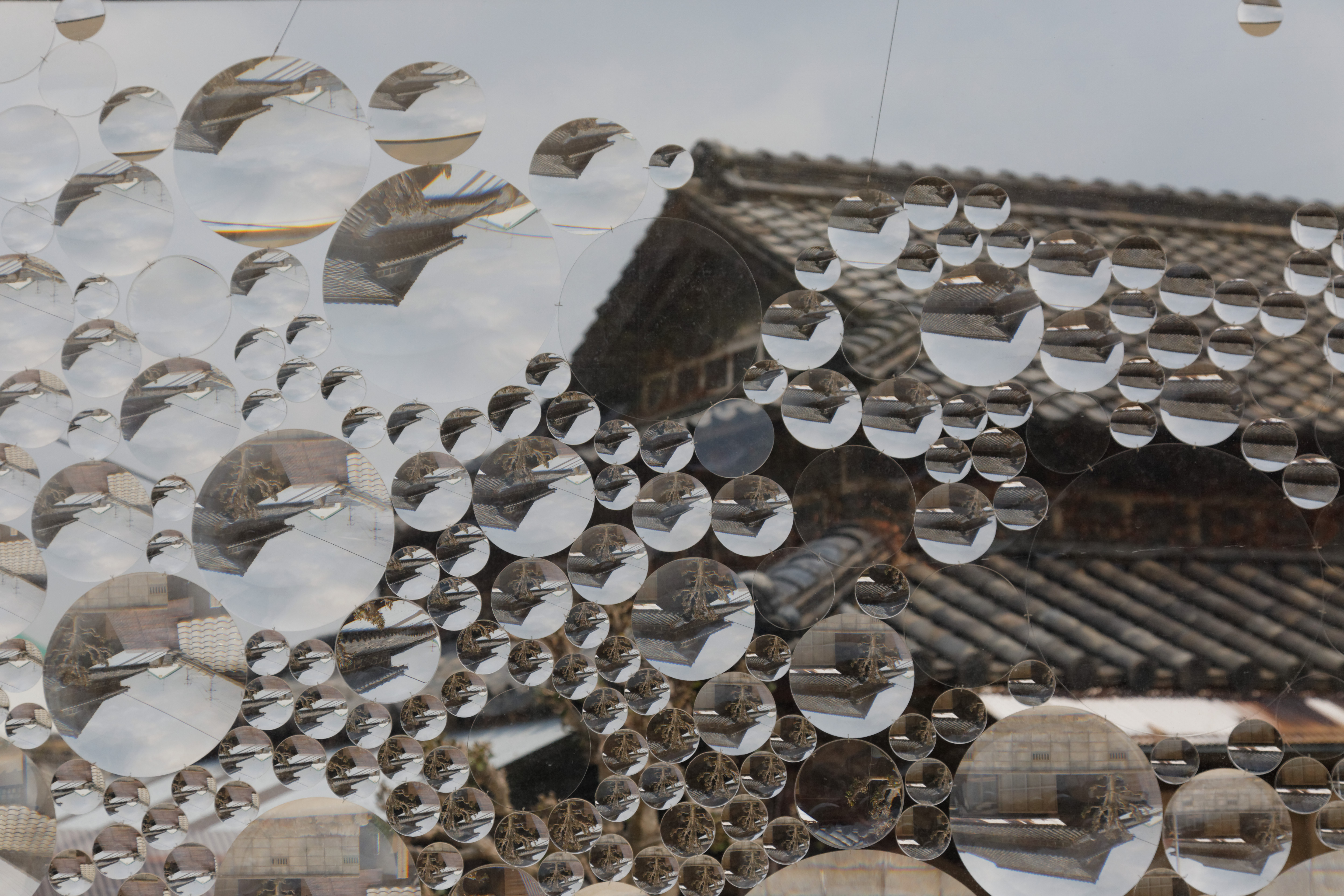
S-Art House-Contactlens. Haruka Kojin/Kazuyo Sejima/Yuko Hasegawa.
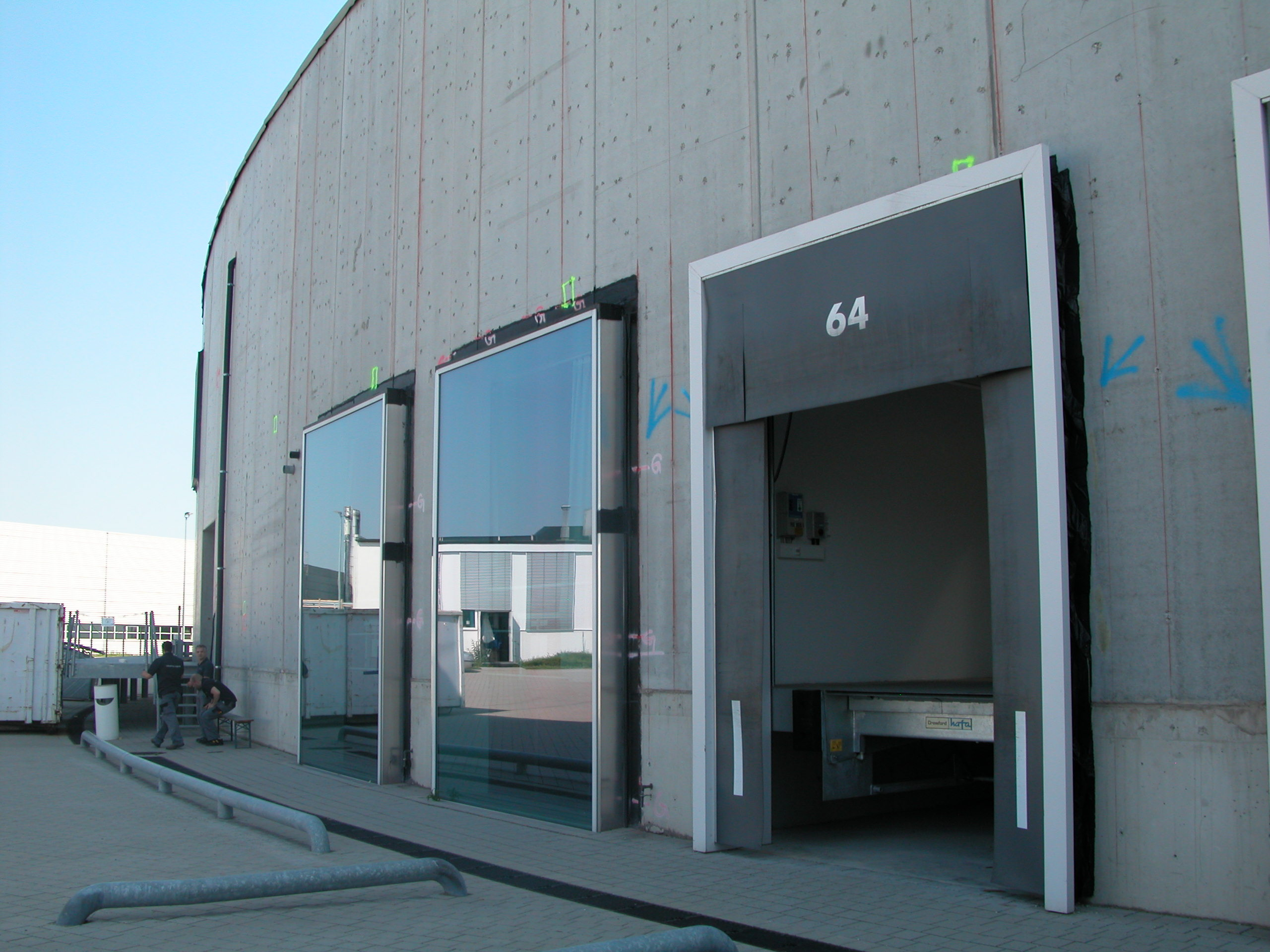
Fábrica de Vitra.
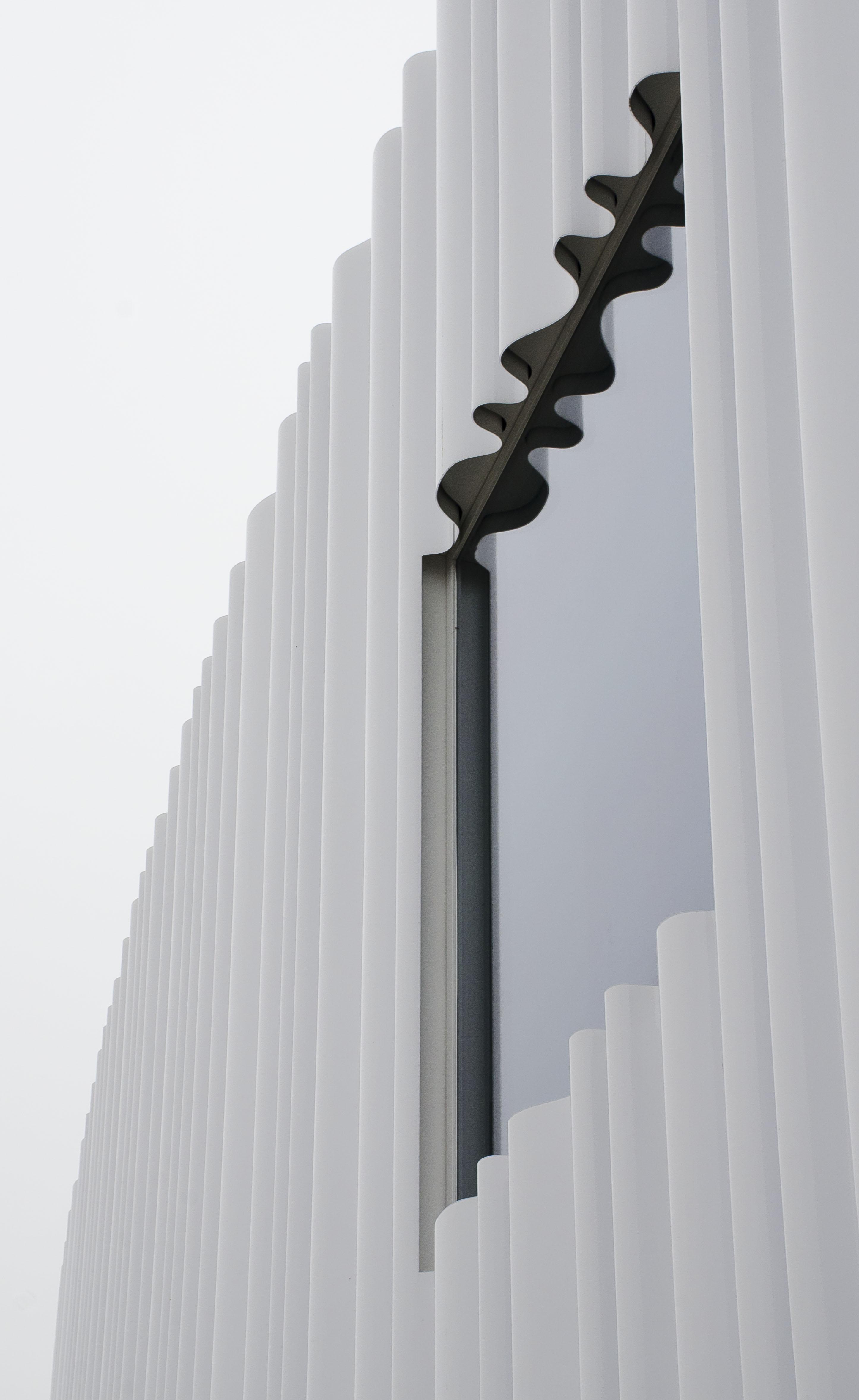
Vitra Campus.
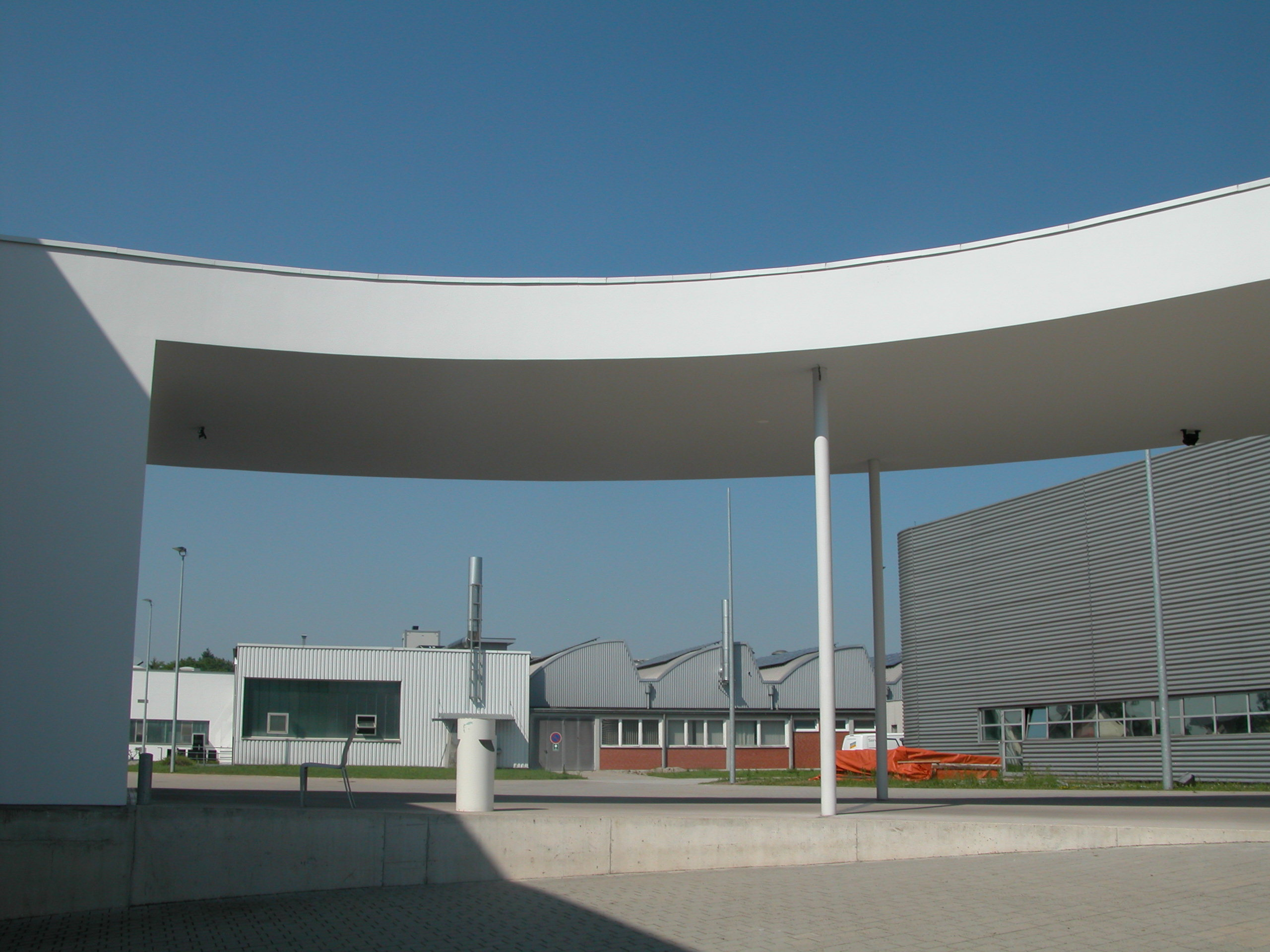
Vitra campus
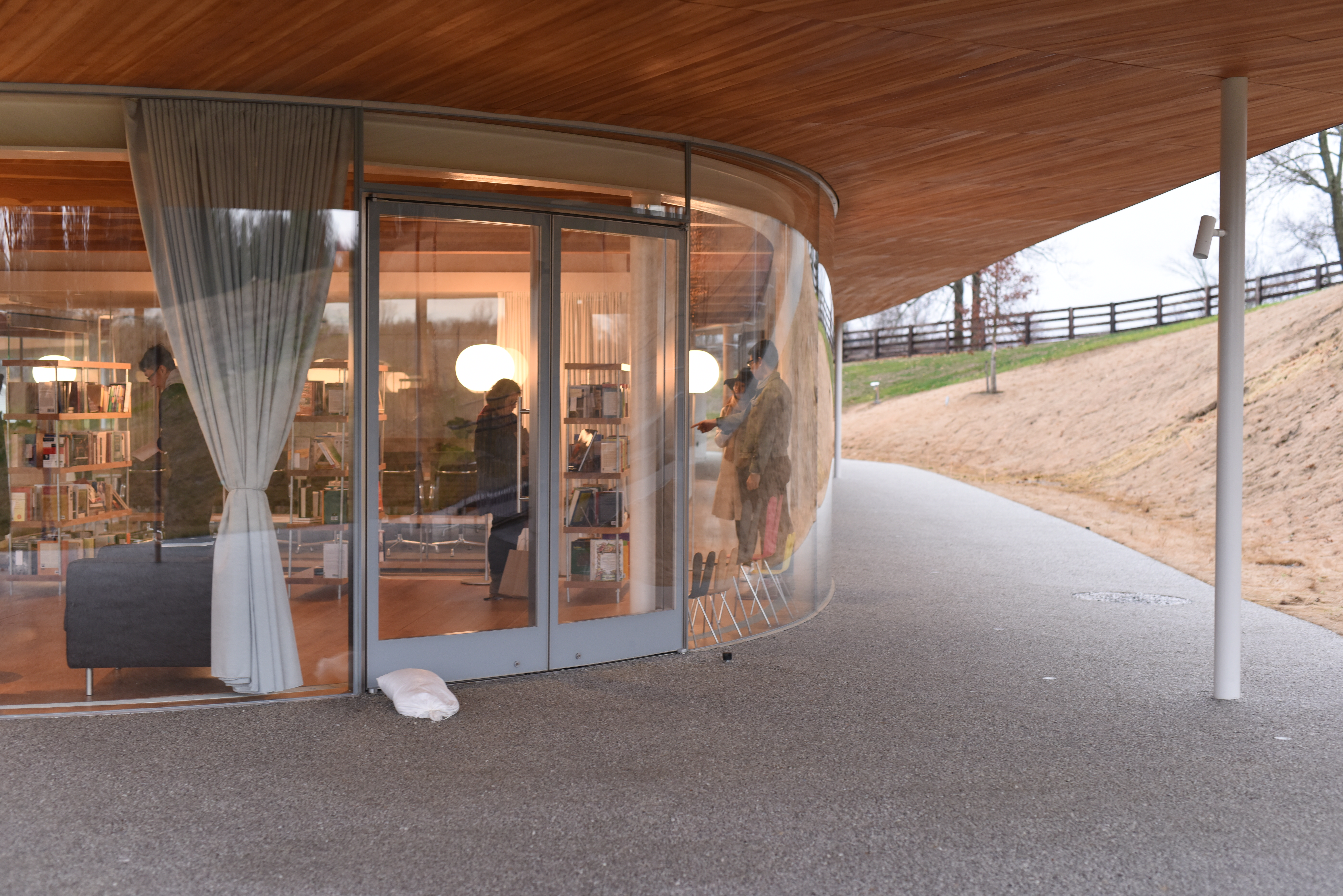
Grace Farms.
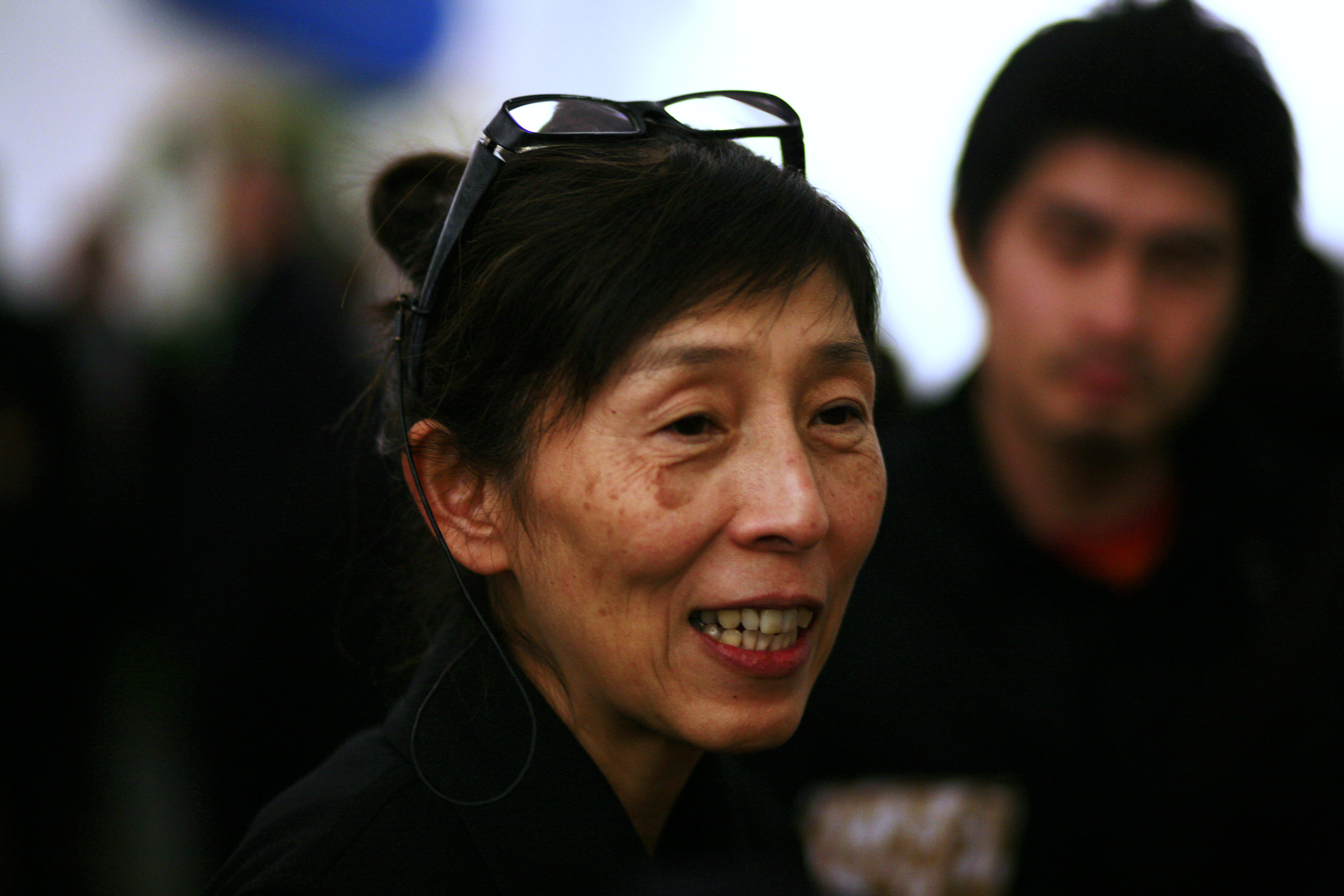
Kazuyo Sejima